# Festival Eurovisão da Canção 2008
O Festival Eurovisão da Canção de 2008 (em inglês: Eurovision Song Contest 2008, em francês: Concours Eurovision de la chanson 2008 e em sérvio: Песма Евровизије 2008) foi a 53ª edição do Festival Eurovisão da Canção, que foi sediada na capital da Sérvia, a Cidade de Belgrado. A primeira semifinal foi realizada em 20 de Maio de 2008, a segunda semifinal em 22 de Maio e por fim, a final ocorreu a 24 de Maio do mesmo ano, todos os três espetáculos, na Beogradska Arena, uma das maiores arenas da Europa, com uma capacidade total de 23.000 lugares.  O país vencedor foi a Rússia, com o cantor Dima Bilan a interpretar a canção "Believe", com 272 pontos (ganhando por uma margem de 42 pontos). Na primeira semifinal, o vencedor foi a Grécia, representada por Kalomira, com a canção "Secret Combination", recebendo 156 pontos (vencendo com uma margem de 17 pontos). Já na segunda semifinal, a vencedora foi a Ucrânia, representada pela cantora Ani Lorak, com o tema "Shady Lady". no final, a cantora recebeu 152 pontos, vencendo a segunda semifinal por 32 pontos. Na edição do Festival Eurovisão da Canção 2007, a Sérvia ganhou o direito de realizar o Festival Eurovisão da Canção 2008, com a música Molitva, interpretada pela cantora Marija Šerifović, tornando-se assim a primeira vez que o país recebe e organiza o evento. Neste ano participaram quarenta e três países, um número recorde nunca antes atingido no festival. Dado ao elevado número de participantes, o responsável pelo Festival Eurovisão da Canção, Svante Stockselius propôs (ainda primeiramente para o ano de 2009) a realização de duas semifinais e de uma final após ter recebido várias queixas por partes de fãs, jornalistas e participantes relacionados com o "voto vizinho" (votos dos blocos dos países do Leste europeu, dos Balcãs e da Escandinávia), o "voto emigrante" e a política. Mais tarde, depois da apresentação de uma hipotética realização de tal formato, o director geral responsável pela Eurovisão, confirmou a realização de duas semifinais e uma final. A realização do concurso no país foi também marcada pelo conflito entra a Sérvia e a independência do Kosovo. Dados os conflitos e as manifestações ocorridas nas ruas da capital, a EBU declarou numa conferência por telefone a possibilidade de anular o Festival e transferi-lo para outra cidade tendo mesmo recebido propostas por parte da Ucrânia (segunda classificada em 2007) e da Finlândia (país anfitrião do ano passado), e ainda da Grécia (organizadora do festival em 2006). Porém, o governo sérvio e a sua televisão estatal RTS prometeram uma forte medida de segurança para os participantes e para os espectadores que chegassem à cidade. As delegações da Croácia, Albânia e Israel tiveram medidas especiais por parte da segurança. O tema deste ano foi a "Confluência de Sons" (The Confluence of Sounds) que está relacionado com o facto da cidade sérvia estar localizada ao pé de uma confluência de dois grandes rios da Europa: o Rio Danúbio e o Rio Sava. O festival foi apresentado por Jovana Janković e Željko Joksimović (antigo representante do país em 2004). Também o sistema de votação foi ligeiramente alterado, adicionando um júri na primeira e na segunda semifinal, para selecionar um décimo país a passar à grande finalíssima.

## Local

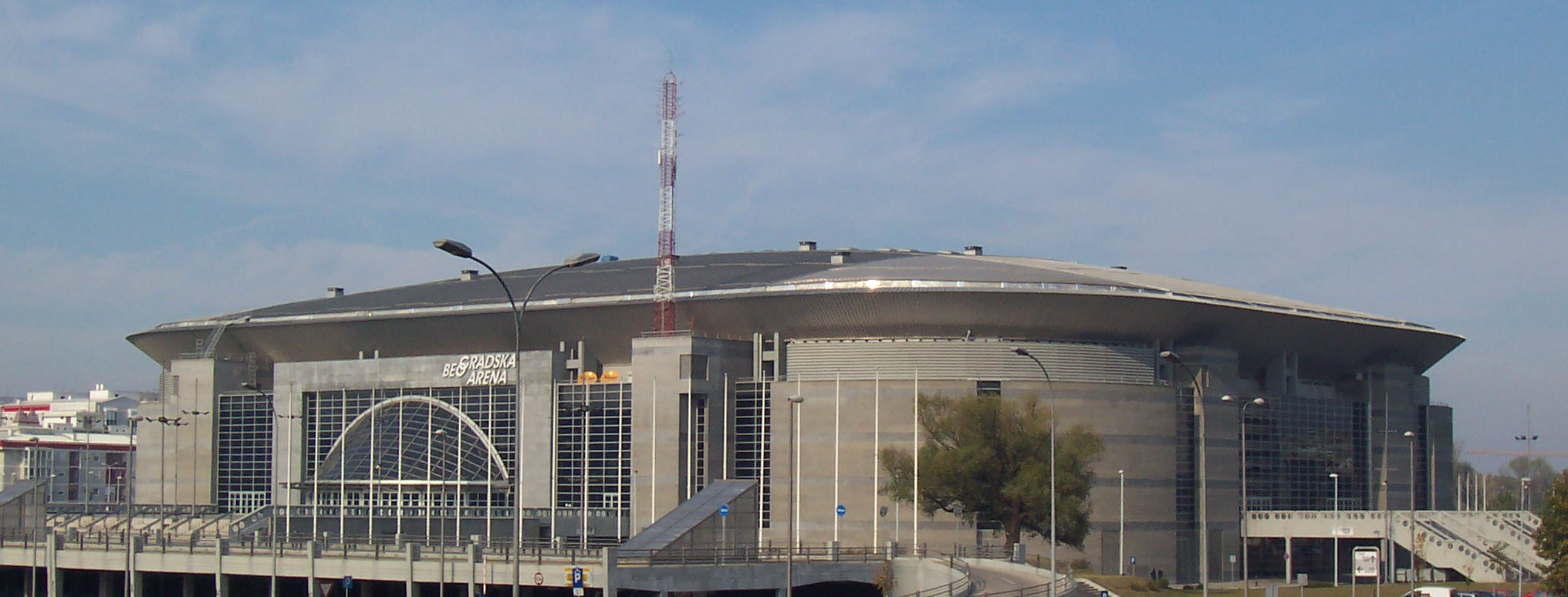
Belgrade Arena, local da Eurovisão 2008

A Sérvia ganhou o direito de organizar o Festival Eurovisão da Canção 2008 após a vitória de Marija Šerifović no Festival Eurovisão da Canção 2007 em Helsinque, na Finlândia, com a música "Molitva". A regra implicou,que o festival de 2008 deveria ocorrer no país. A Belgrade Arena foi escolhida como local para o festival, já que era o único local disponível no país para acolher a disputa. No dia 14 de Setembro de 2007, Jussi Pajunen, Prefeito de Helsinque, entregou as "chaves da Eurovisão" a prefeito de Belgrado. Este simbolismo significou o início de mais uma tradição na Eurovisão para o futuro, e o chaveiro contém uma tranca de cada cidade que alguma vez organizou o festival.
Devido a problemas e conflitos em Belgrado, por conta da declaração unilateral da independência do Kosovo a 22 de fevereiro de 2008, a EBU realizou uma conferência via telefone para decidir se o concurso deveria ou não ser transferido para outro país. A Ucrânia foi desde logo considerada como uma opção, e a mais fiável, por ter ficado em segundo lugar no festival do ano anterior. A YLE foi outra opção ponderada, visto a estação televisiva ter organizado o concurso em 2007, em Helsinque, Finlândia. A estação televisiva grega Ellinikí Radiofonía Tileórasi (ERT) também se ofereceu (à EBU) para realizar o concurso em Atenas, Grécia (à semelhança do que já havia acontecido no passado, em 2006). Mais tarde, acabou por ser decidido que o festival continuaria em Belgrado, com a EBU a dar todo o suporte necessário para a realização do mesmo.

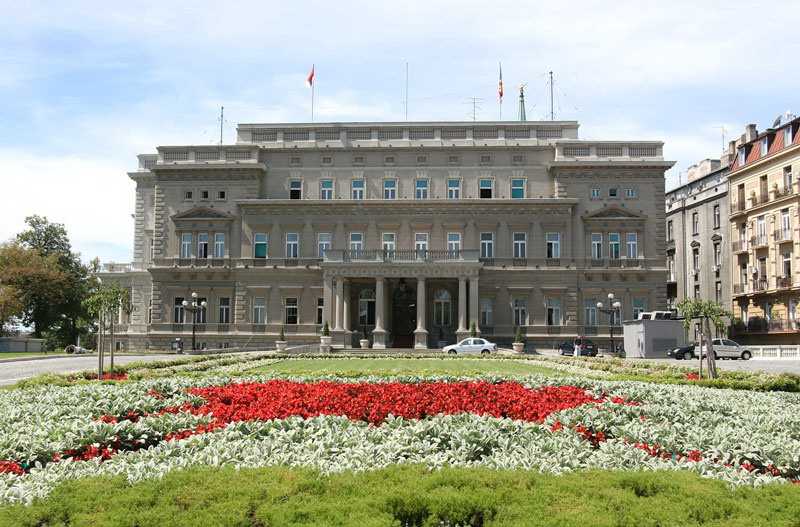
O Velho Palácio, local de grandes festejos durante a Eurovisão em Belgrado

Além da Belgrade Arena, o festival pode ser assistido na principal praça da cidade. A praça do Velho Palácio, praça a qual, é a da câmara municipal da cidade.

### Segurança
Devido aos problemas relacionados com a segurança, mais tarde, para além da normal segurança para o evento, a RTS, televisão anfitriã, teve a garantia de segurança total, por parte do governo sérvio, para todos os visitantes e participantes do concurso. As delegações da Albânia, Croácia e Israel tiveram segurança especial, por serem considerados "países de risco".

### Transporte

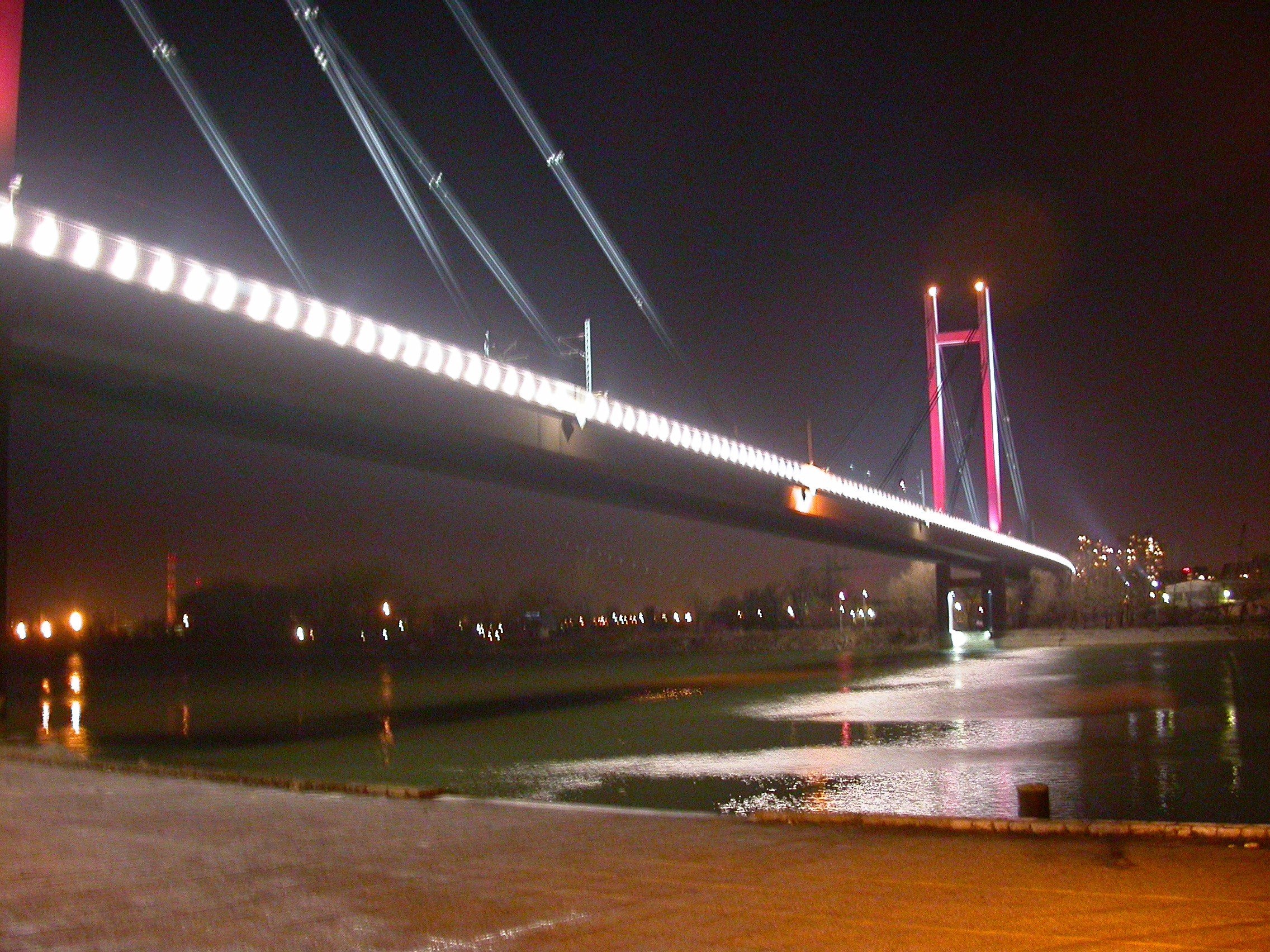
Ponte férrea de Belgrado

Belgrado conta com 112 rotas de autocarro, 12 linhas de eléctricos e 8 linhas de autocarros elétricos (género monorail). Os bilhetes podem ser adquiridos diretamente com os motoristas dos próprios transportes (com um custo de 48 RSD, cerca de 0,5 EUR) ou em quiosques (cerca de 28 RSD, equivalente a 0,25 EUR). O controlo de passagens é feito esporadicamente pelos funcionários das respectivas companhias operadoras. Belgrado concentra um nó ferroviário que permite conexões com as principais capitais da Europa. O Aeroporto Internacional Nikola Tesla voltou a receber um número progressivamente maior de voos depois da retirada, em 2000, das sanções econômicas impostas à antiga Jugoslávia pela ONU. Estradas de grande porte oferecem acesso a Novi Sad (norte), Niš (sul), e Zagreb (oeste, na Croácia). Belgrado possui quatro pontes sobre os rios Sava e Danúbio, sendo as mais importantes a Ponte Branko e a Ponte Gazela, que conectam o centro da cidade à Nova Belgrado. O Porto de Belgrado encontra-se na costa do rio Danúbio. A via fluvial é usada predominantemente para o transporte de mercadorias.
Para o festival em si, a organização, à semelhança de anos anteriores, alugou vários autocarros para o transporte de todas as quarenta e três delegações pela Cidade de Belgrado. Durante os quinze dias em que ocorreram ensaios e os grandes espetáculos, a cidade de Belgrado viu uma grande enchente de turistas vindos de toda a Europa, não só para ver os três espetáculos mais vistos na Europa, mas também para frequentarem as festas organizadas directamente relacionadas com o tema Eurovisão, durante a Semana Eurovisiva.

## Formato

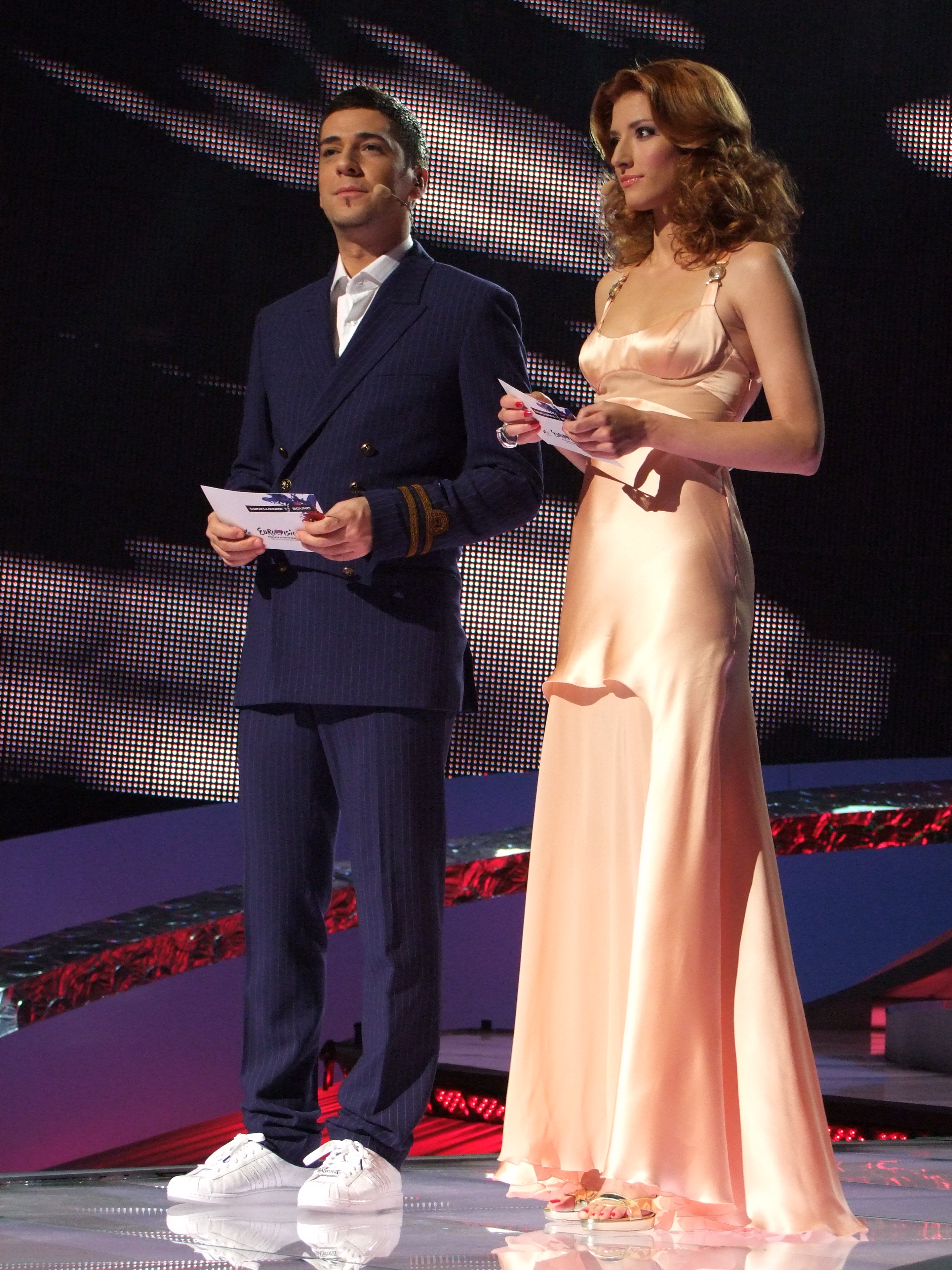
Os apresentadores Željko Joksimović e Jovana Janković durante a 1º semifinal

Durante uma conferência de imprensa em Helsínquia, em Maio de 2007, Svante Stockselius, executivo supervisor do festival pela EBU, anúnciou que o formato da competição deveria ser estendido para duas semifinais em 2008 ou 2009. A 28 de Setembro de 2007, foi confirmado que a EBU havia aprovado o plano para a realização de duas semifinais já em 2008.
Baseado na pesquisa conduzida pela parceira da EBU que trata do sistema do televoto da Eurovisão, a Digame, os semifinalistas foram colocados em dois potes a quando da divisão por outros seis potes. Esta primeira divisão foi feita para manter os países que têm uma história de votação significativa, longe dos países em que mais votaram ao longo da história. Cada televisão presente no festival, tinha obrigatoriamente que emitir a semifinal em que entraram/participaram, com a transmissão da outra semifinal em formato opcional, isto é, apenas transmitido caso o canal televisivo assim o entendesse. O sorteio para dividir os países para as semifinais, ocorreu no Belgrade City Hall (em português conhecido por Câmara Municipal), na segunda-feira do dia 28 de Janeiro de 2008, às 13:00 da tarde CET e a cerimónia foi conduzida por dançarinos da National Dance Ensemble KOLO. Primeiro, dois envelopes com 'Semi-Final 1' e 'Semi-Final 2' foram sorteados. Depois, três países de cada pote foram escolhidos aleatoriamente para participarem na primeira semifinal e outros três na segunda. O país que sobrou no Pote 5, participou no primeiro envelope que foi anteriormente sorteado. Enquanto que o país deixado no Pote 6, concorreu na segunda semifinal.
Os países automaticamente qualificados para a final (os finalistas), escolheram se transmitiriam ambas as semifinais, ou apenas uma delas, mas os telespectadores destes cinco países (os Big 4 e o país anfitrião), apenas poderiam votar numa das semifinais. Do mesmo sorteio realizado para dividir os países semifinalistas, também foi decidido quais dos cinco países finalistas transmitiriam e teriam direitos de votos num dos dois eventos antecessores da grande final. As semifinais e a final, para além da transmissão televisiva, também foram transmitidas a nível mundial, através de um webcast live, efectuado pela Eurovision.tv. Os nove países com mais votos no televoto qualificaram-se directamente para a grande final, a realizar-se no sábado daquela semana (Eurovisiva), e um décimo país foi escolhido/determinado por um júri independente. Ficou então estipulado que na final apenas participariam vinte e cinco países, não repetindo assim grandes finais ocorridas no passado com mais de trinta participantes no mesmo espetáculo.

### Tema e visual
A RTS, televisão anfitrião, lançou uma competição com o objectivo da criação e invenção de um tema, de um logo e do design para um palco. O tema do Festival Eurovisão da Canção 2008, andou à volta da "confluence of sound" (Confluência do Som). Este factor, estava carregado de simbolismo, visto que a Cidade de Belgrado, encontra-se na confluência de dois famosos rios Europeus, o rio Sava e o rio Danúbio. O logótipo escolhido, uma clave de sol formou a base gráfica do design criado por Boris Miljković.

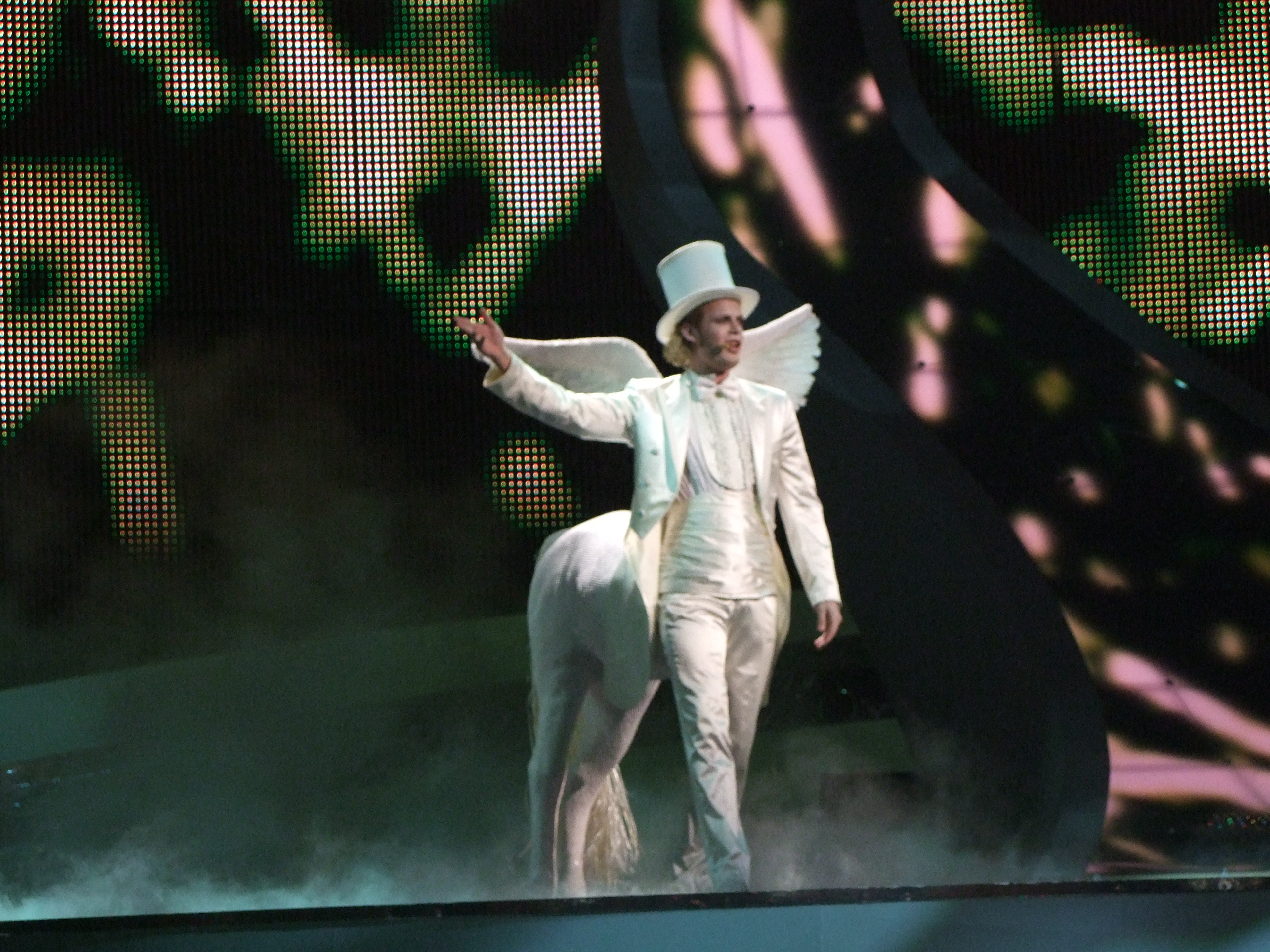
Actuação de abertura da 2º semifinal (é possível observar um pouco do palco do festival)

Os cartões postais na primeira e segunda semifinal, assim como na final, basearam-se à volta da criação da bandeira da nação que actuaria de seguida, através de actuações artísticas como dança, levantamento de pesos, malabarismos, hotelaria, amor, ginástica, desfiles de moda, entre outros. Cada cartão postal continha uma pequena história que relembrava Belgrado e as suas pessoas. Durante a transmissão de cada cartão postal, uma pequena carta, escrita pelo músico do próximo país a atuar, foi demonstrada no ecrã. Todas e cada carta, foram escrita na língua materna do país do artista que representaria o seu país a seguir, à exceção do cartão da Sérvia, que consistiu em dar as boas-vindas a Belgrado e à Sérvia (no ecrã apareceu "Welcome to Belgrade" e "Welcome to Serbia" em várias línguas), e o cartão da Bélgica que foi escrito na mesma língua feita depropositadamente para a sua entrada. Todos os cartões postais acabaram, sendo estampados com o logótipo do Festival Eurovisão da Canção 2008.r
De acordo com a RTS, o palco representava identidades nativas, história e temas modernos, símbolos e mensagens reconhecidas universalmente. O palco baseado no próprio tema do festival, "Confluence of Sound", conteve um largo número de televisões e de LCD display screens. O palco tinha ainda alguma das mais recentes novidades em possibilidades electrónicas, incluindo a capacidade de algumas partes do palco se moverem Toda a infra-estrutura, foi desenhado pelo arquitecto de Chicago, David Cushing.
A primeira semifinal foi criada em torno do tema da própria cidade. O concurso foi aberto com o panorama da cidade de Belgrado formando no painel mais atrás do palco, duas ondas que "escorreram" pelo palco abaixo, até se tocarem no centro de toda a estrutura - na confluência, o principal tema do festival.
A segunda semifinal, já teve como tema mais próprio a água, que foi enaltecido pelo visual do palco durante o acto do intervalo, onde a água formou as cores principais do palco.
Por fim, a final baseou-se essencialmente no tema da confluência. A construção do palco, demorou vários dias e foi realizada por várias equipas provenientes de toda a Europa. A utilização de fogos de artifício foi fortemente utilizada nas entradas da Bósnia e Herzegovina, da Finlândia, da Turquia, da República Checa, da Bulgária e da Suíça. O palco recebeu "nota positiva" por parte dos mídia e dos fãs em geral, descrevendo o palco da quinquagésima terceira edição do festival, como "um dos melhores e mais bonitos palcos na história de toda a competição".

## Sistema de Votação
O sistema de votação foi efectuado por televoto, onde cada país votou nas suas dez canções preferidas, numa pontuação que vai de 1 a 7, e 8, 10 e 12 pontos. A votação por televoto, foi efectuada em ambas as semifinais e na final, porém nas semifinais, havia um sistema de júris, que escolheram o décimo país que passaria diretamente à final.

## Países apurados para a final
Foram qualificados para a final:
- Sérvia (anfitrião)
- Reino Unido (Big 4)
- Espanha (Big 4)
- França (Big 4)
- Alemanha (Big 4)
- Os dez primeiros classificados da primeira semifinal cujos nove são escolhidos por televoto e o décimo classificado por um júri;
- Os dez primeiros classificados da segunda semifinal cujos nove são escolhidos por televoto e o décimo classificado por um júri.

## Participações individuais
Durante cerca de 10 meses, todos os 43 países elegeram os seus representantes, assim como as músicas que os mesmos viriam a interpretar em Moscovo. Para realizar tal seleção, cada país utilizou o seu próprio processo de seleção. Alguns optaram pela seleção interna, que consiste em a televisão organizadora daquele país, é quem faz a escolha; no entanto, por vezes apenas o artista é selecionado internamente, e a música não. Outros países (a maioria), utiliza um programa de televisão para selecionar a sua entrada. Quartos de final, semifinais, second-chances e finais, foram realizadas durante 10 meses na maioria dos países europeus, cada um com o seu processo próprio (também a internet foi utilizada na fase de escolhas). No conjunto de artigos em baixo, é possível ler mais ao pormenor o tipo de processo que cada país utilizou, assim como os resultados e reações.

## Participantes

Países participantes no Festival Eurovisão da Canção 2008.

A 21 de Dezembro de 2007, a EBU confirmou que estariam presentes 43 países, no Festival Eurovisão da Canção 2008, em Belgrado, Sérvia. O São Marino, como o mais recente membro ativo da EBU, e o Azerbaijão, realizaram a sua estreia na Eurovisão no concurso de 2008. Por sua vez, a Áustria retirou-se do festival; a sua televisão nacional responsável pela representação do país na Eurovisão, ORF, constatou "we've already seen in 2007 that it's not the quality of the song, but the country of origin that determines the decision" (Nós já vimos em 2007 que não é a qualidade da música que conta, mas sim o país de origem que determina a decisão). A Itália, que já não competia desde 1997, e a qual teria sido uma finalista direta, como parte dos Big 4 (que caso Itália participasse passaria a chamar-se Big 5), voltou a não marcar presença na Eurovisão pelo décimo primeiro ano consecutivo, numa que é das mais longas ausências feitas por um país na Eurovisão ainda existente. Por parte da Eslováquia, a explicação para a sua não participação, baseou-se em problemas financeiros, relacionados com o início da grande crise financeira que se abateu sobre o Mundo durante o ano de 2008. As formas de seleção para os representantes de cada país, estiveram a cargo de cada uma das quarenta e três estações televisivas que se inscreveram no festival. A maior parte dos países, utilizou um programa de seleção em aberto, isto é, com a possibilidade de todo e qualquer cidadão, nacionalizado naquele determinado país, pudesse submeter uma música própria. Outra forma de selecionar, é internamente (meio optado por algumas televisões, também de forma a poupar algum dinheiro). Em 2008, o primeiro país a escolher o seu representante, foi Andorra, ainda em dezembro de 2007, o país escolheu o seu representante. Por sua vez, o último país a fazê-lo foi a Suécia, a realizar a sua final da sua tradicional e famosa forma de apresentação, a meio do mês de Março de 2008. Depois de todas as seleções realizadas, surgiram na lista de entradas, dois artistas que participaram pela segunda vez no evento. A representante da Suécia, Charlotte Perrelli ganhou o Festival Eurovisão da Canção 1999 representando o seu país na altura, e novamente em 2008; por sua vez, a Rússia volta a enviar um mesmo representante, Dima Bilan, que alcançou o segundo lugar no Festival Eurovisão da Canção 2006,e que viria a ganhar a edição de 2008. Por outro lado, um dos autores do tema que representou Israel, é a famosa artista Dana International, vencedora do Festival Eurovisão da Canção 1998. A cantora Gisela, representante de Andorra, formou parte do coro da representante espanhola Rosa López no Festival Eurovisão da Canção 2002. Durante a edição de 2008, foi apresentada, a milésima centésima música apresentada na Eurovisão, que contava já com cinquenta e três edições em 2008. O Festival Eurovisão da Canção 2008, marcou ainda a história do concurso ainda mais profundamente, através da implementação de mais uma semifinal, perfazendo o total de duas. Sendo assim, o festival deixaria de ter apenas duas noites (como o que já vinha a acontecer desde 2004), e passou a ter três noites (o que perfez um total de catorze dias seguidos, conhecidos como Época Eurovisiva, onde entra a já famosa Semana Eurovisiva).
| País                 | Título original da Canção       | Artista                           | Processo                                 | Data da Selecção             |
| País                 | Tradução em Português           | Idiomas de Interpretação          | Processo                                 | Data da Selecção             |
| -------------------- | ------------------------------- | --------------------------------- | ---------------------------------------- | ---------------------------- |
| Albânia              | "Zemrën e lamë peng"            | Olta Boka                         | Festivali i Këngës 2008                  | 16 de Dezembro de 2007       |
| Albânia              | Apostamos o coração             | Albanês                           | Festivali i Këngës 2008                  | 16 de Dezembro de 2007       |
| Alemanha             | "Disappear"                     | No Angels                         | Final Nacional de 2008                   | 6 de Março de 2008           |
| Alemanha             | Desaparecer                     | Inglês                            | Final Nacional de 2008                   | 6 de Março de 2008           |
| Andorra              | "Casanova"                      | Gisela                            | Eleição Interna de 2009                  | 11 de Dezembro de 2007       |
| Andorra              | Casanova                        | Inglês e Catalão                  | Eleição Interna de 2009                  | 11 de Dezembro de 2007       |
| Arménia              | "Qélé, Qélé"                    | Sirusho                           | Eleição Interna de 2009                  | 8 de Março de 2008           |
| Arménia              | Vamos lá, Vamos lá (Vem, Vem)   | Inglês e Arménio                  | Eleição Interna de 2009                  | 8 de Março de 2008           |
| Azerbaijão           | "Day After Day"                 | Elnur Hüseynov e Samir Javadzadeh | Land Of Fire 2008                        | 2 de Fevereiro de 2008       |
| Azerbaijão           | Dia após dia                    | Inglês                            | Land Of Fire 2008                        | 2 de Fevereiro de 2008       |
| Bélgica              | "O Julissi"                     | Ishtar                            | Eurosong 2008                            | 9 de Março de 2008           |
| Bélgica              | O Julissi                       | Língua artificial                 | Eurosong 2008                            | 9 de Março de 2008           |
| Bielorrússia         | "Hasta la vista"                | Ruslan Alekhno                    | Eurofest 2008                            | 21 de Janeiro de 2008        |
| Bielorrússia         | Até Mais                        | Inglês                            | Eurofest 2008                            | 21 de Janeiro de 2008        |
| Bósnia e Herzegovina | "Pokušaj"                       | Laka                              | Eleição Interna de 2008                  | 27 de Dezembro de 2007       |
| Bósnia e Herzegovina | Trata                           | Bósnio                            | Eleição Interna de 2008                  | 27 de Dezembro de 2007       |
| Bulgária             | "DJ, take me away"              | Deep Zone Project y DJ Balthazar  | EuroBGVision 2008                        | 23 de Fevereiro de 2008      |
| Bulgária             | DJ, leva-me                     | Inglês                            | EuroBGVision 2008                        | 23 de Fevereiro de 2008      |
| Chipre               | "Femme fatale"                  | Evdokia Kadi                      | Selecção Nacional de 2008                | 12 de Janeiro de 2008        |
| Chipre               | Mulher fatal                    | Grego                             | Selecção Nacional de 2008                | 12 de Janeiro de 2008        |
| Croácia              | "Romanca"                       | Kraljevi Ulice e 75 Cents         | Dora 2008                                | 23 de Fevereiro de 2008      |
| Croácia              | Romance                         | Croata                            | Dora 2008                                | 23 de Fevereiro de 2008      |
| Dinamarca            | "All night long"                | Simon Mathew                      | Dansk Melodi Grand Prix 2008             | 2 de Fevereiro de 2008       |
| Dinamarca            | Toda a noite                    | Inglês                            | Dansk Melodi Grand Prix 2008             | 2 de Fevereiro de 2008       |
| Eslovénia            | "Vrag naj vzame"                | Rebeka Dremelj                    | EMA 2008                                 | 3 de Fevereiro de 2008       |
| Eslovénia            | O diabo com isso                | Esloveno                          | EMA 2008                                 | 3 de Fevereiro de 2008       |
| Espanha              | "Baila el Chiki-chiki"          | Rodolfo Chikilicuatre             | Salvemos Eurovisión 2008                 | 8 de Março de 2008           |
| Espanha              | Baila o ChikiChiki              | Espanhol e Spanglish              | Salvemos Eurovisión 2008                 | 8 de Março de 2008           |
| Estónia              | "Leto svet"                     | Kreisiraadio                      | Eurolaul 2008                            | 2 de Fevereiro de 2008       |
| Estónia              | Luz de Verão                    | Sérvio, Alemão e Filândes         | Eurolaul 2008                            | 2 de Fevereiro de 2008       |
| Finlândia            | "Missä miehet ratsastaa"        | Teräsbetoni                       | Euroviisut 2008                          | 1 de Março de 2008           |
| Finlândia            | Onde os Homens Montão           | Filândes                          | Euroviisut 2008                          | 1 de Março de 2008           |
| França               | "Divine"                        | Sébastien Tellier                 | Elecção Interna de 2008                  | 7 de Março de 2008           |
| França               | Divino                          | Inglês e Francês                  | Elecção Interna de 2008                  | 7 de Março de 2008           |
| Geórgia              | "Peace will come"               | Diana Gurtskaya                   | Selecção Nacional de 2008                | 1 de Marçode 2008            |
| Geórgia              | A Paz Virá                      | Inglês                            | Selecção Nacional de 2008                | 1 de Marçode 2008            |
| Grécia               | "Secret combination"            | Kalomira                          | Selecção Nacional de 2008                | 27 de Fevereiro de 2008      |
| Grécia               | Combinação Secreta              | Inglês                            | Selecção Nacional de 2008                | 27 de Fevereiro de 2008      |
| Hungria              | "Candlelight"                   | Csézy                             | Magyarországi Döntő 2008                 | 8 de Fevereiro de 2008       |
| Hungria              | Luz de vela                     | Inglês                            | Magyarországi Döntő 2008                 | 8 de Fevereiro de 2008       |
| Irlanda              | "Irlande, douze pointe"         | El pavo Dustin e Kitty B          | The Late Late Show Eurosong Special 2008 | 23 de Fevereiro de 2008      |
| Irlanda              | Irlanda, doze pontos            | Inglês                            | The Late Late Show Eurosong Special 2008 | 23 de Fevereiro de 2008      |
| Islândia             | "This is my life"               | Eurobandið                        | Laugardagslögin 2008                     | 16 de Fevereiro de 2008      |
| Islândia             | Esta é a minha vida             | Inglês                            | Laugardagslögin 2008                     | 16 de Fevereiro de 2008      |
| Israel               | "The fire in your eyes"         | Boaz Mauda                        | Kdam-Eurovision 2008                     | 25 e 26 de Fevereiro de 2008 |
| Israel               | O Fogo nos Teus Olhos           | Hebreu e Inglês                   | Kdam-Eurovision 2008                     | 25 e 26 de Fevereiro de 2008 |
| Letónia              | "Wolves of the sea"             | Pirates of the Sea                | Eirodziesma 2008                         | 1 de Março de 2008           |
| Letónia              | Lobos do Mar                    | Inglês                            | Eirodziesma 2008                         | 1 de Março de 2008           |
| Lituânia             | "Nomads in the night"           | Jeronimas Milius                  | Eurovizija 2008                          | 2 de Fevereiro de 2008       |
| Lituânia             | Nómadas na Noite                | Inglês                            | Eurovizija 2008                          | 2 de Fevereiro de 2008       |
| Macedónia do Norte   | "Let me love you"               | Tamara, Vrčak e Adrian Gaxha      | Skopje Fest 2008                         | 23 de Fevereiro de 2008      |
| Macedónia do Norte   | Deixa-me Amar-te                | Inglês                            | Skopje Fest 2008                         | 23 de Fevereiro de 2008      |
| Malta                | "Vodka"                         | Morena Camarelli                  | Malta Song For Europe 2008               | 26 de Janeiro de 2008        |
| Malta                | Vodka                           | Inglês                            | Malta Song For Europe 2008               | 26 de Janeiro de 2008        |
| Moldávia             | "A century of love"             | Geta Burlacu                      | Selecção Nacional de 2008                | 9 de Fevereiro de 2008       |
| Moldávia             | Um Século de Amor               | Inglês                            | Selecção Nacional de 2008                | 9 de Fevereiro de 2008       |
| Montenegro           | "Zauvijek volim te"             | Stefan Filipović                  | MontenegroSong 2008                      | 27 de Janeiro de 2008        |
| Montenegro           | Amo-te Eternamente              | Sérvio                            | MontenegroSong 2008                      | 27 de Janeiro de 2008        |
| Noruega              | "Hold on, be strong"            | Maria Haukaas Storeng             | Melodi Grand Prix 2008                   | 9 de Fevereiro de 2008       |
| Noruega              | Mantêm-te, sê forte             | Inglês                            | Melodi Grand Prix 2008                   | 9 de Fevereiro de 2008       |
| Países Baixos        | "Your heart belongs to me"      | Hind                              | Elecção Interna de 2008                  | 7 de Março de 2008           |
| Países Baixos        | O Teu Coração Pertence-me       | Inglês                            | Elecção Interna de 2008                  | 7 de Março de 2008           |
| Polónia              | "For life"                      | Isis Gee                          | Piosenka dla Europy 2008                 | 23 de Fevereiro de 2008      |
| Polónia              | Por Uma Vida                    | Inglês                            | Piosenka dla Europy 2008                 | 23 de Fevereiro de 2008      |
| Portugal             | "Senhora do Mar (Negras Águas)" | Vânia Fernandes                   | Festival da Canção 2008                  | 9 de Março de 2008           |
| Portugal             | Senhora do Mar (Negras Águas)   | Português                         | Festival da Canção 2008                  | 9 de Março de 2008           |
| Reino Unido          | "Even if"                       | Andy Abraham                      | Eurovision: Your Decision 2008           | 1 de Março de 2008           |
| Reino Unido          | Mesmo Se                        | Inglês                            | Eurovision: Your Decision 2008           | 1 de Março de 2008           |
| Chéquia              | "Have some fun"                 | Tereza Kerndlová                  | EuroSong 2008                            | 26 de Janeiro de 2008        |
| Chéquia              | Tem Alguma Diversão             | Inglês                            | EuroSong 2008                            | 26 de Janeiro de 2008        |
| Roménia              | "Pe-o margine de lume"          | Nico e Vlad Miriţă                | Selecţia Naţională 2008                  | 23 de Fevereiro de 2008      |
| Roménia              | No Confim do Mundo              | Romeno e Italiano                 | Selecţia Naţională 2008                  | 23 de Fevereiro de 2008      |
| Rússia               | "Believe"                       | Dima Bilan                        | Евровидение 2008                         | 9 de Março de 2008           |
| Rússia               | Acreditar                       | Inglês                            | Евровидение 2008                         | 9 de Março de 2008           |
| San Marino           | "Complice"                      | Miodio                            | Eleição Interna de 2008                  | 11 de Março de 2008          |
| San Marino           | Cúmplice                        | Italiano                          | Eleição Interna de 2008                  | 11 de Março de 2008          |
| Sérvia               | "Oro"                           | Jelena Tomašević                  | Beovizija 2008                           | 10 de Março de 2008          |
| Sérvia               | Hora                            | Sérvio                            | Beovizija 2008                           | 10 de Março de 2008          |
| Suécia               | "Hero"                          | Charlotte Perrelli                | Melodifestivalen 2008                    | 15 de Março de 2008          |
| Suécia               | Herói                           | Inglês                            | Melodifestivalen 2008                    | 15 de Março de 2008          |
| Suíça                | "Era stupendo"                  | Paolo Meneguzzi                   | Eleição Interna de 2008                  | 27 de Novembro de 2007       |
| Suíça                | Era Estupendo                   | Italiano                          | Eleição Interna de 2008                  | 27 de Novembro de 2007       |
| Turquia              | "Deli"                          | Mor ve Ötesi                      | Eleição Nacional de 2008                 | 16 de Fevereiro de 2008      |
| Turquia              | Louco                           | Turco                             | Eleição Nacional de 2008                 | 16 de Fevereiro de 2008      |
| Ucrânia              | "Shady lady"                    | Ani Lorak                         | Final Nacional de 2008                   | 23 de Fevereiro de 2008      |
| Ucrânia              | Dama Sombria                    | Inglês                            | Final Nacional de 2008                   | 23 de Fevereiro de 2008      |

## Organização
Uma vez concluídas as seleções internas de cada país em relação ao seu representante, a 17 de março de 2008 realizou-se um sorteio onde se determinou a ordem de apresentação das canções em cada semifinal, e a ordem de votação, para a grande final.

### Sorteio para as semi-finais
A 24 de Janeiro de 2008, todos os 38 países nas semifinais foram separados da seguinte maneira, pelo seu histórico de votação e pela sua localização geográfica:
| Pote 1                                                                                   | Pote 2                                                          | Pote 3                                                           | Pote 4                                                        | Pote 5                                                                    | Pote 6                                                                  |
| ---------------------------------------------------------------------------------------- | --------------------------------------------------------------- | ---------------------------------------------------------------- | ------------------------------------------------------------- | ------------------------------------------------------------------------- | ----------------------------------------------------------------------- |
| - Albânia - Bósnia e Herzegovina - Croácia - Macedónia do Norte - Montenegro - Eslovénia | - Dinamarca - Estónia - Finlândia - Islândia - Noruega - Suécia | - Bélgica - Bulgária - Chipre - Grécia - Países Baixos - Turquia | - Andorra - Irlanda - Letónia - Lituânia - Portugal - Roménia | - Arménia - Bielorrússia - Geórgia - Israel - Moldávia - Rússia - Ucrânia | - Azerbaijão - Chéquia - Hungria - Malta - Polónia - San Marino - Suíça |

### Participantes nas semi-finais
Depois do sorteio, ambas as semifinais, foram organizadas da seguinte forma:

Resultado dos sorteios das semifinais

| 1º Semifinal 20 de Maio de 2008                                                                            | 1º Semifinal 20 de Maio de 2008                                                                              | 2º Semifinal 22 de Maio de 2008                                                                           | 2º Semifinal 22 de Maio de 2008                                                                 |
| --- | --- | --- | ----------------------------------------------------------------------------------------------- |
| Andorra · Arménia · Azerbaijão · Bélgica · Bósnia e Herzegovina · Eslovénia · Estónia · Finlândia · Grécia | Irlanda · Israel · Moldávia · Montenegro · Noruega · Países Baixos · Polónia · Roménia · Rússia · San Marino | Albânia · Bielorrússia · Bulgária · Chéquia · Chipre · Croácia · Dinamarca · Geórgia · Hungria · Islândia | Letónia · Lituânia · Macedónia do Norte · Malta · Portugal · Suécia · Suíça · Turquia · Ucrânia |
| Só votação: · Alemanha · Espanha                                                                           | Só votação: · Alemanha · Espanha                                                                             | Só votação: · França · Reino Unido · Sérvia                                                               | Só votação: · França · Reino Unido · Sérvia                                                     |

### Ordem de entrada
A ordem de entrada dos países, quer nas semifinais, quer na grande final, foi escolhida, a 17 de Março 2008, numa reunião com os altos responsáveis do Festival e da EBU.

## Festival

### Semi-Finais

#### 1ª semi-final

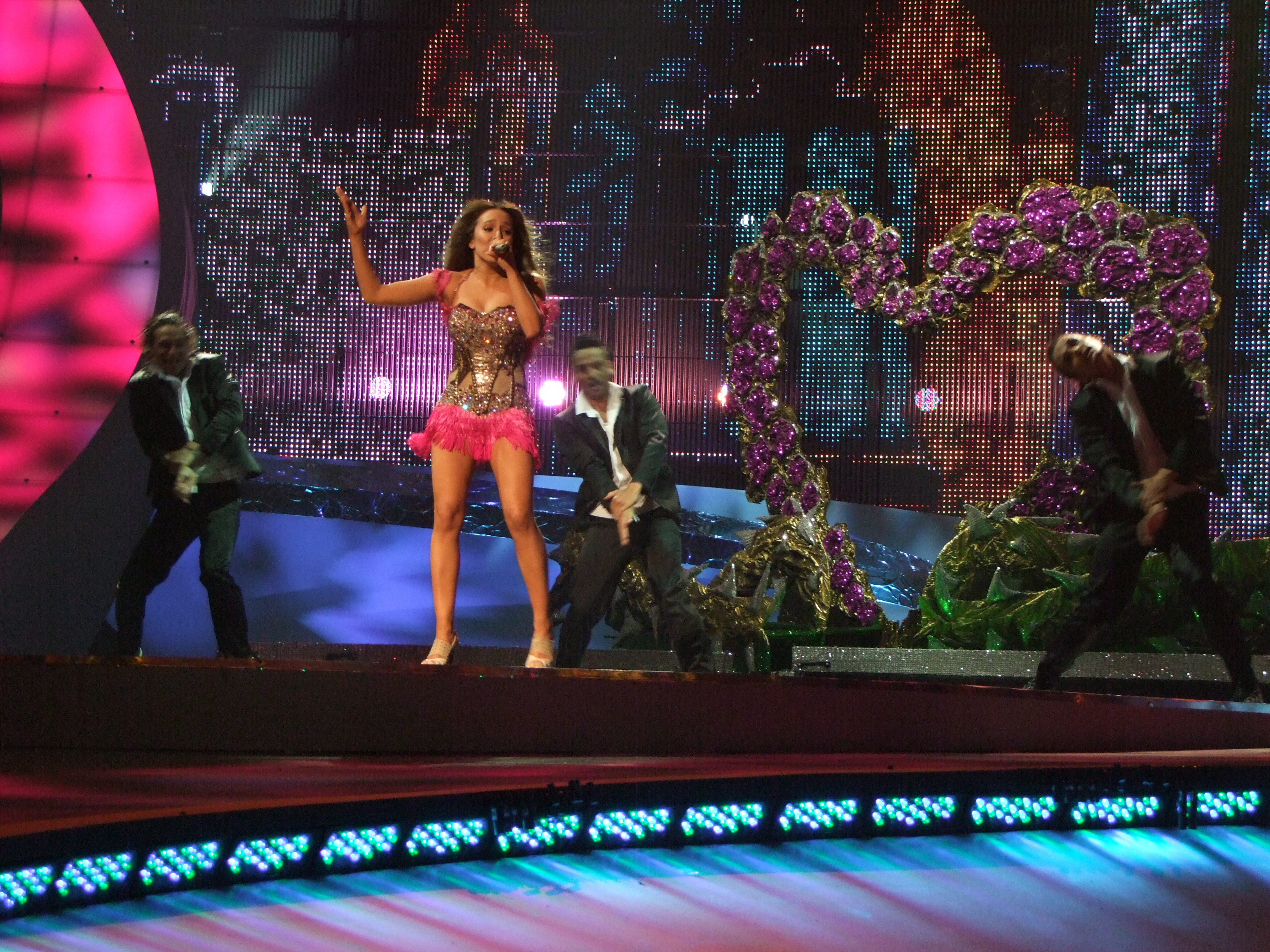
A artista grega Kalomira, que obteve o primeiro lugar na primeira semifinal com a sua canção "Secret combination"

A primeira semifinal do Festival Eurovisão da Canção 2008 realizou-se na terça-feira, dia 20 de Maio de 2008. Dezanove países participaram neste evento, cada um deles com direito a voto uma vez finalizada a apresentação de todos os temas, e a juntar-se a eles, estavam a Alemanha e a Espanha, que participaram apenas como votantes.
O evento iniciou-se com uma apresentação intitulada por Video killed a radio star ("O vidio matou uma estrela da rádio", interpretado em inglês, inspirado no título de uma famosa canção do grupo britânico The Buggles), depois desta apresentação,apareceram os apresentadores e deu-se lugar à parte mais aguardada do evento, a apresentação das canções a concurso. Uma vez concluída a apresentação das dezanove canções, o tenista sérvio Novak Đoković, lançou uma bola com a sua raquete, para o meu dos espectadores presentas na Belgrade Arena, a fim de dar início à votação por parte dos países aptos a votar nesta semifinal, que duraria quinze minutos. Enquanto a votação decorria, foram recordadas as dezanove apresentações mais que uma vez, ao fim do tempo de votação, realizou-se um intervalo, para que os votos pudessem ser analisados. Durante este intervalo, os artistas foram os Metropole Orkest, Slobodan Trkulja y el grupo Balkanopolis.
Os resultados da primeira semifinal, apenas dados a conhecer após o final do Festival Eurovisão da Canção, afirmaram que a cantora grega Kalomira, tinha ficado em primeiro lugar com a sua canção "Secret combination", uma música pop e R&B, a qual alcançou 156 pontos (incluindo 4 países que lhe deram o máximo possível de votos). "The fire in your eyes" de Boaz Mauda, que representou Israel, obteve o segundo lugar com 139 pontos, porém, recebeu os famosos doze pontos por parte de cinco países. A balada "Believe" do russo Dima Bilan acabou em terceiro lugar com apenas menos quatro pontos que o segundo lugar, ficou assim com 135 pontos. No festival deste ano, também houve uma novidade no sistema de votação, a implementação de um júri autónomo, com poder para escolher o décimo classificado desta semifinal, escolheu a artista Isis Gee, representante da Polónia, que coincidentemente obteve o décimo lugar na votação dos espectadores.
Países com uma grande história na Eurovisão, como a Bélgica, a Irlanda e a Holanda voltaram a ficar de fora da final, e a nenhum deles chegar/ficar sequer no top ten da escolha do público. No entanto, os dois países estreantes, tiveram resultados bastante diferentes: o Azerbaijão classificou-se para a grande final com o tema "Day after day", onde Elnur Hüseynov e Samir Javadzadeh representavam musicalmente a luta entre um anjo e um demónio; já o tema em italiano, "Complice", que representou San Marino, ficou em último lugar da tabela.
| #  | País                 | Idioma                    | Artista(s)                        | Canção                     | Tradução para Português   | Pontos | Posição |
| -- | -------------------- | ------------------------- | --------------------------------- | -------------------------- | ------------------------- | ------ | ------- |
| 01 | Montenegro           | Sérvio                    | Stefan Filipović                  | "Zauvijek volim te"        | Amo-te para Sempre        | 23     | 14º     |
| 02 | Israel               | Hebreu, Inglês            | Boaz Mauda                        | "The fire in your eyes"    | O Fogo nos teus olhos     | 139    | 2º      |
| 03 | Estónia              | Sérvio, Alemão e Filândes | Kreisiraadio                      | "Leto Svet"                | Luz de Verão              | 8      | 18º     |
| 04 | Moldávia             | Inglês                    | Geta Burlacu                      | "A century of love"        | Um Século de Amor         | 36     | 12º     |
| 05 | San Marino           | Italiano                  | Miodio                            | "Complice                  | Cúmplice                  | 5      | 19º     |
| 06 | Bélgica              | Língua artificial         | Ishtar                            | "O Julissi"                | O Julissi                 | 16     | 17º     |
| 07 | Azerbaijão           | Inglês                    | Elnur Huseynov & Samir Javadzadeh | "Day after day"            | Dia após dia              | 96     | 6º      |
| 08 | Eslovénia            | Esloveno                  | Rebeka Dremelj                    | "Vrag naj vzame"           | No Inferno com Aquilo     | 36     | 11º     |
| 09 | Noruega              | Inglês                    | Maria Haukaas Storeng             | "Hold on, be strong"       | Aguenta, sê Forte         | 106    | 4º      |
| 10 | Polónia              | Inglês                    | Isis Gee                          | "For life"                 | Para a vida               | 42     | 10º     |
| 11 | Irlanda              | Inglês, Francês           | Dustin the Turkey                 | "Irelande, Douze Points"   | Irlanda, doze pontos      | 22     | 15º     |
| 12 | Andorra              | Inglês, Catalão           | Gisela                            | "Casanova"                 | Casanova                  | 22     | 16º     |
| 13 | Bósnia e Herzegovina | Bósnio                    | Laka                              | "Pokušaj"                  | Tenta                     | 72     | 9º      |
| 14 | Arménia              | Inglês, Armeniano         | Sirusho                           | "Qélé, Qélé"               | Vem, Vem                  | 139    | 2º      |
| 15 | Países Baixos        | Inglês                    | Hind                              | "Your heart belongs to me" | O teu Coração Pertence-me | 27     | 13º     |
| 16 | Finlândia            | Finlândes                 | Teräsbetoni                       | "Missä miehet ratsastaa"   | Onde os Homens Cavalgam   | 79     | 8º      |
| 17 | Roménia              | Romeno, Italiano          | Nico & Vlad                       | "Pe-o margine de lume"     | No Fim do Mundo           | 94     | 7º      |
| 18 | Rússia               | Inglês                    | Dima Bilan                        | "Believe"                  | Acredita                  | 135    | 3º      |
| 19 | Grécia               | Inglês                    | Kalomira                          | "Secret combination        | Combinação secreta        | 156    | 1º      |

##### Votações
| #  | Países Pontuados     | Países Votantes | Países Votantes | Países Votantes | Países Votantes | Países Votantes | Países Votantes      | Países Votantes | Países Votantes | Países Votantes | Países Votantes | Países Votantes | Países Votantes | Países Votantes | Países Votantes | Países Votantes | Países Votantes | Países Votantes | Países Votantes | Países Votantes | Países Votantes | Países Votantes | Classificação | Classificação | Situação          | Situação |
| #  | Países Pontuados     | Alemanha        | Andorra         | Arménia         | Azerbaijão      | Bélgica         | Bósnia e Herzegovina | Eslovénia       | Espanha         | Estónia         | Finlândia       | Grécia          | Países Baixos   | Irlanda         | Israel          | Moldávia        | Montenegro      | Noruega         | Polónia         | Roménia         | Rússia          | San Marino      | Total         | Lugar         | Passou Não Passou |          |
| -- | -------------------- | --------------- | --------------- | --------------- | --------------- | --------------- | -------------------- | --------------- | --------------- | --------------- | --------------- | --------------- | --------------- | --------------- | --------------- | --------------- | --------------- | --------------- | --------------- | --------------- | --------------- | --------------- | ------------- | ------------- | ----------------- | -------- |
| 12 | Andorra              |                 |                 |                 |                 |                 |                      | 12              | 1               | 3               |                 |                 |                 | 1               | 4               |                 |                 |                 | 1               |                 |                 |                 | 22            | 16            |                   |          |
| 14 | Arménia              | 10              | 3               |                 |                 | 12              | 6                    | 5               | 10              | 2               | 4               | 12              | 12              | 2               | 10              | 5               | 6               | 3               | 12              | 5               | 12              | 8               | 139           | 2             |                   |          |
| 07 | Azerbaijão           | 8               | 8               | 2               |                 | 5               | 3                    |                 |                 | 4               | 5               | 7               | 4               | 5               | 5               | 10              | 3               |                 | 10              | 7               |                 | 10              | 96            | 6             |                   |          |
| 06 | Bélgica              |                 |                 |                 |                 |                 |                      |                 |                 | 6               |                 |                 | 10              |                 |                 |                 |                 |                 |                 |                 |                 |                 | 16            | 17            |                   |          |
| 13 | Bósnia e Herzegovina | 7               |                 |                 | 4               |                 |                      | 12              |                 | 1               | 8               |                 | 7               | 3               |                 | 6               | 12              | 12              |                 |                 |                 |                 | 72            | 9             |                   |          |
| 08 | Eslovénia            |                 |                 | 4               | 1               |                 | 10                   |                 |                 |                 |                 | 2               |                 |                 | 2               | 2               | 10              |                 | 2               | 1               | 2               |                 | 36            | 11            |                   |          |
| 03 | Estónia              |                 |                 |                 |                 |                 |                      |                 |                 |                 | 7               |                 |                 |                 |                 | 1               |                 |                 |                 |                 |                 |                 | 8             | 18            |                   |          |
| 16 | Finlândia            | 2               | 12              |                 |                 | 2               | 1                    | 3               | 6               | 12              |                 | 6               |                 | 6               |                 | 8               | 2               | 6               | 5               |                 | 4               | 4               | 79            | 8             |                   |          |
| 19 | Grécia               | 12              | 5               | 10              | 12              | 10              | 8                    | 8               | 7               | 5               | 3               |                 | 8               | 10              | 7               | 4               | 7               | 4               | 6               | 12              | 6               | 12              | 156           | 1             |                   |          |
| 15 | Países Baixos        |                 |                 | 3               | 2               | 8               |                      |                 |                 |                 |                 |                 |                 |                 | 1               |                 |                 | 7               |                 | 3               |                 | 3               | 27            | 13            |                   |          |
| 11 | Irlanda              |                 |                 |                 |                 | 4               | 2                    |                 | 1               | 7               | 2               |                 | 1               |                 | 3               |                 | 1               | 1               |                 |                 |                 |                 | 22            | 13            |                   |          |
| 02 | Israel               | 4               | 7               | 7               | 10              | 7               | 5                    | 4               | 4               |                 | 10              | 5               | 6               |                 |                 |                 | 5               | 10              | 4               | 6               | 8               | 2               | 104           | 2             |                   |          |
| 04 | Moldávia             |                 | 1               | 6               | 5               |                 |                      |                 |                 |                 |                 | 4               |                 |                 |                 |                 |                 |                 |                 | 10              | 5               | 5               | 36            | 12            |                   |          |
| 01 | Montenegro           |                 |                 |                 |                 |                 | 12                   | 10              |                 |                 |                 |                 |                 |                 |                 |                 |                 |                 |                 |                 |                 | 1               | 23            | 14            |                   |          |
| 09 | Noruega              | 1               | 10              | 8               | 7               | 1               | 4                    | 2               | 2               | 8               | 12              |                 | 5               | 8               | 6               | 3               | 4               |                 | 7               | 4               | 7               | 7               | 106           | 4             |                   |          |
| 10 | Polónia              | 5               |                 | 1               | 3               |                 |                      |                 | 3               |                 |                 | 1               |                 | 12              |                 |                 |                 | 2               |                 | 2               | 3               | 10              | 42            | 10            |                   |          |
| 17 | Roménia              | 3               | 6               | 5               | 6               | 6               |                      | 6               | 8               |                 | 1               | 8               | 3               | 7               | 8               | 12              |                 | 5               | 3               |                 | 1               | 6               | 94            | 7             |                   |          |
| 18 | Rússia               | 6               | 4               | 12              | 8               | 3               | 7                    | 7               | 5               | 10              | 6               | 10              | 2               | 4               | 12              | 7               | 8               | 8               | 8               | 8               |                 |                 | 135           | 3             |                   |          |
| 05 | San Marino           |                 | 2               |                 |                 |                 |                      |                 |                 |                 |                 | 3               |                 |                 |                 |                 |                 |                 |                 |                 |                 |                 | 5             | 19            |                   |          |
| #  | Países Pontuados     |                 |                 |                 |                 |                 |                      |                 |                 |                 |                 |                 |                 |                 |                 |                 |                 |                 |                 |                 |                 |                 |               |               |                   |          |
| #  | Países Pontuados     | Alemanha        | Andorra         | Arménia         | Azerbaijão      | Bélgica         | Bósnia e Herzegovina | Eslovénia       | Espanha         | Estónia         | Finlândia       | Grécia          | Países Baixos   | Irlanda         | Israel          | Moldávia        | Montenegro      | Noruega         | Polónia         | Roménia         | Rússia          | San Marino      | Total         | Lugar         | Passou Não Passou |          |
| #  | Países Pontuados     | Países Votantes | Países Votantes | Países Votantes | Países Votantes | Países Votantes | Países Votantes      | Países Votantes | Países Votantes | Países Votantes | Países Votantes | Países Votantes | Países Votantes | Países Votantes | Países Votantes | Países Votantes | Países Votantes | Países Votantes | Países Votantes | Países Votantes | Países Votantes | Países Votantes | Classificação | Classificação | Situação          | Situação |

     Vencedor
     2.º lugar
     3.º lugar
     Regra de um país não poder votar em si próprio
     0 (zero) pontos
     Passou à final
     Apurado pelo júri para a final
     Passaria/ganharia à final só com televoto
     Passaria à final/ganharia só com júri
     Não passaria à final/não ganharia só com televoto 
     Não passaria à final/não ganharia só com júri
     Pontuação nula ("null points")
Negrito + itálico Pontuação dos países apurados/dos três primeiros na final
Negrito Pontuação mais alta do parcial júri ou televoto (e a pontuação individual 12)

#### 2ª semi-final

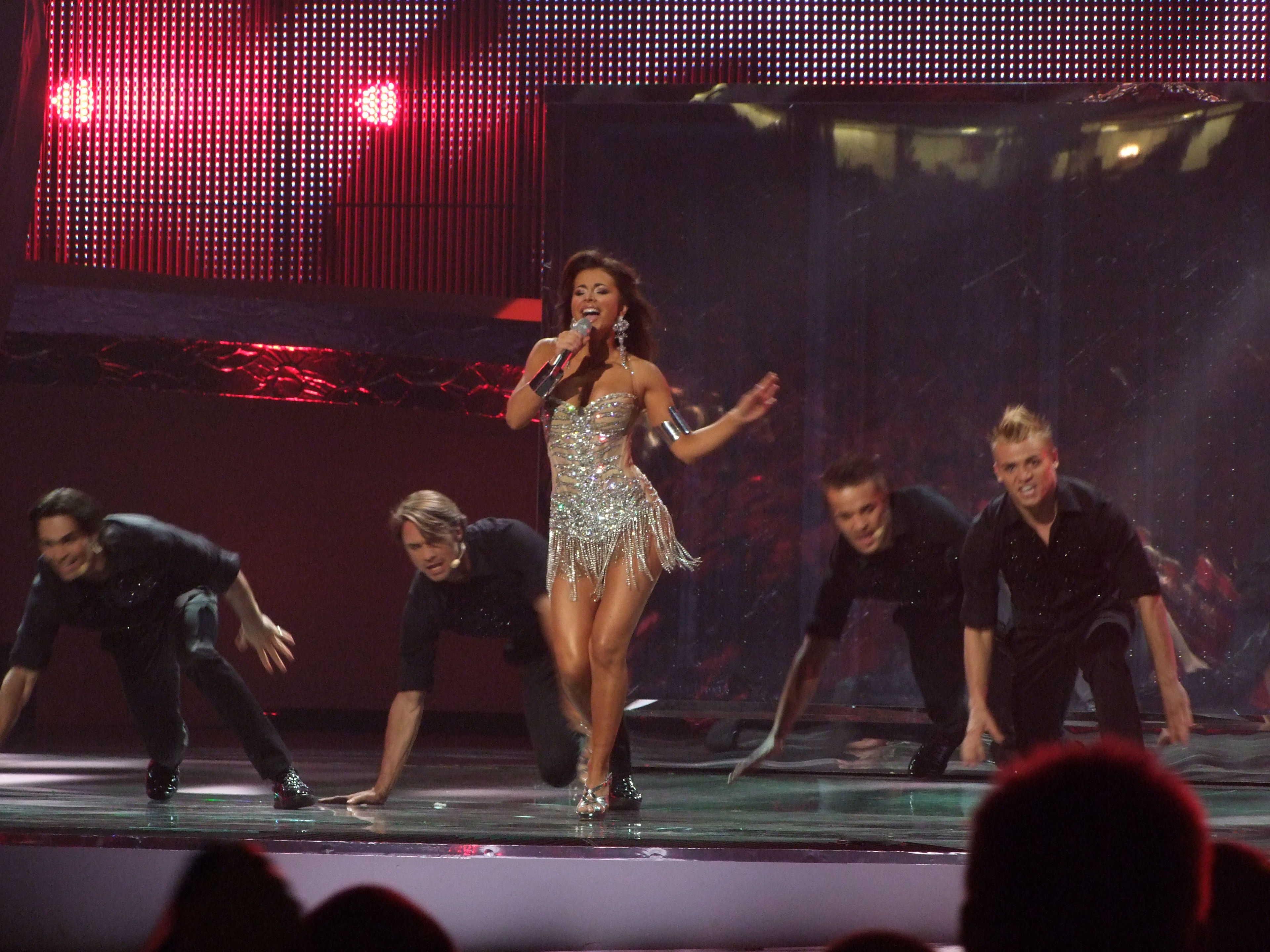
Ani Lorak, representante da Ucrânia, obteve o primeiro lugar na segunda semifinal com a canção "Shady lady". O seu vestido foi desenhado por Roberto Cavalli e estava composto por diamantes Swarovski.

A segunda semifinal realizou-se na quinta-feira, dia 22 de Maio de 2008 e, igualmente à primeira semifinal, contou com dezanove participantes. Três classificados diretamente para a final, a França, o Reino Unido e a Sérvia, exerceram o seu direito de voto nesta semifinal, como havia ficado estipulado durante o sorteio para tal.
O espetáculo iniciou-se com uma apresentação denominada de Srbija za početnike ("Sérvia para principiantes" executada em sérvio) que contou com o bailarino e ator Aleksandar Josipović como mestre de cerimónias. Depois da abertura, que esteve bastante ligada à água como o principal tema do evento, foi a vez de as dezanove canções a concurso se fazerem ouvir. O período de quinze minutos para as votações telefónicas foi aberto simbolicamente com a presença de Lys Assia, vencedora do Festival Eurovisão da Canção 1956, o primeiro alguma vez realizado (ocorreu, fez em 2008, há 53 anos). Uma apresentação do Teatro Nacional de Belgrado deu passo finalmente à entrega dos resultados e dos dez classificados.
Nesta semifinal, Ani Lorak ganhou com o seu tema de dance-pop "Shady lady", com um total de 152 pontos. A Ucrânia, que teve uma apresentação com quatro bailarinos que acompanharam a cantora junto a uma jaula de espelhos, luzes e vidros, obteve a pontuação máxima de seis nações. Ani foi seguida pela portuguesa Vânia Fernandes com a canção "Senhora do Mar (Negras Águas)", um fado que relatava o drama das viúvas de marinheiros, e que se converteria na melhor posição de Portugal na história do concurso até à data (anteriormente alcançou o sexto lugar no Festival Eurovisão da Canção 1996). O terceiro lugar foi para a Croácia e o quarto para a Dinamarca.
Charlotte Perrelli, representante da Suécia no Festival Eurovisão da Canção 2008 com o tema pop schlager "Hero", foi a primeira "salvada" pelo jurado, encarregue de escolher o décimo país a passar à final. Apesar de ter ganho o Festival Eurovisão da Canção 1999 e de ser uma das favoritas da imprensa (juntamente com Portugal), obteve apenas 54 pontos e acabou em 12º lugar. Posto isto, e ao ser a selecionada dos jurados, conseguiu assim a sua passagem à final juntamente com as nove melhor músicas classificadas pelo público através da votação que ocorreu anteriormente. Outro dos favoritos, era o suíço Paolo Meneguzzi (vencedor do Festival Internacional da Canção de Viña del Mar em 1996), não respondeu às expetativas como um dos favoritos e a sua canção "Era stupendo", alcançou o 13º lugar, ficando assim fora da grande final dois dias depois da realização da segunda semifinal.
| #  | País               | Idioma           | Artista(s)                    | Canção                          | Tradução em Português         | Pontuação | Posição |
| -- | ------------------ | ---------------- | ----------------------------- | ------------------------------- | ----------------------------- | --------- | ------- |
| 1  | Islândia           | Inglês           | Euroband                      | "This is my life"               | Esta é a Minha Vida]]         | 68        | 8º      |
| 2  | Suécia             | Inglês           | Charlotte Perrelli            | "Hero"                          | Herói                         | 54        | 12º     |
| 3  | Turquia            | Turco            | Mor Ve Ötesi                  | "Deli"                          | Doente                        | 85        | 7º      |
| 4  | Ucrânia            | Inglês           | Ani Lorak                     | "Shady Lady"                    | Mulher Assombrosa             | 152       | 1º      |
| 5  | Lituânia           | Inglês           | Jeronimas Milius              | "Nomads In The Night"           | Os Nómadas na Noite           | 30        | 16º     |
| 6  | Albânia            | Albanês          | Olta Boka                     | "Zemrën lamë peng"              | Apostamos o nosso Coração'    | 67        | 9º      |
| 7  | Suíça              | Italiano         | Paolo Meneguzzi               | "Era stupendo"                  | Era Estupendo                 | 47        | 13º     |
| 8  | Chéquia            | Inglês           | Thereza Kerndlova             | "Have Some Fun"                 | Diverte-te um Pouco           | 9         | 18º     |
| 9  | Bielorrússia       | Inglês, Espanhol | Ruslan Alenho                 | "Hasta la vista"                | Até à Próxima                 | 27        | 17º     |
| 10 | Letónia            | Inglês           | Pirates of the Sea            | "Wolves of the Sea"             | Lobos do Mar                  | 86        | 6º      |
| 11 | Croácia            | Croata           | Kraljevi Ulice & 75 Cents     | "Romanca"                       | Romance                       | 112       | 4º      |
| 12 | Bulgária           | Inglês           | Deep Zone Project & Balthazar | "DJ, Take me Away"              | DJ, Tira-me daqui             | 56        | 11º     |
| 13 | Dinamarca          | Inglês           | Simon Mathew                  | "All Night Long"                | Pela Noite Dentro             | 112       | 3º      |
| 14 | Geórgia            | Inglês           | Diana Gurtskaya               | "Peace Wille Come"              | A Paz Virá                    | 107       | 5º      |
| 15 | Hungria            | Inglês           | Csézy                         | "Candlelight"                   | Luz de Vela                   | 6         | 19º     |
| 16 | Malta              | Inglês           | Morena Camarelli              | "Vodka"                         | Vodca                         | 38        | 14º     |
| 17 | Chipre             | Grego            | Evdokia Kadi                  | "Femme Fatale"                  | Mulher Fatal                  | 36        | 15º     |
| 18 | Macedónia do Norte | Inglês           | Tamara, Vrčak & Adrian Gaxha  | "Let me love you"               | Deixa-me Amar-Te              | 64        | 10º     |
| 19 | Portugal           | Português        | Vânia Fernandes               | "Senhora do Mar (Negras Águas)" | Senhora do Mar (Negras Águas) | 120       | 2º      |

##### Votações
| \| # \| Países Pontuados \| Países Votantes \| Países Votantes \| Países Votantes \| Países Votantes \| Países Votantes \| Países Votantes \| Países Votantes \| Países Votantes \| Países Votantes \| Países Votantes \| Países Votantes \| Países Votantes \| Países Votantes \| Países Votantes \| Países Votantes \| Países Votantes \| Países Votantes \| Países Votantes \| Países Votantes \| Países Votantes \| Países Votantes \| Países Votantes \| Classificação \| Classificação \| Situação \| Situação \| \| # \| Países Pontuados \| Albânia \| Bielorrússia \| Bulgária \| Chipre \| Croácia \| Dinamarca \| França \| Geórgia \| Hungria \| Islândia \| Letónia \| Lituânia \| Macedónia do Norte \| Malta \| Portugal \| Reino Unido \| Chéquia \| Sérvia \| Suécia \| Suíça \| Turquia \| Ucrânia \| Total \| Lugar \| Passou Não Passou \| \| \| -- \| ------------------ \| --------------- \| --------------- \| --------------- \| --------------- \| --------------- \| --------------- \| --------------- \| --------------- \| --------------- \| --------------- \| --------------- \| --------------- \| ------------------ \| --------------- \| --------------- \| --------------- \| --------------- \| --------------- \| --------------- \| --------------- \| --------------- \| --------------- \| ------------- \| ------------- \| ----------------- \| -------- \| \| 06 \| Albânia \| \| 5 \| \| \| 10 \| \| 5 \| \| \| 1 \| \| \| 12 \| \| 2 \| 3 \| 1 \| \| 7 \| 10 \| 8 \| 3 \| 67 \| 9 \| \| \| \| 09 \| Bielorrússia \| \| \| \| 2 \| \| \| \| 4 \| \| \| 5 \| 6 \| \| \| \| \| \| \| \| \| \| 10 \| 27 \| 17 \| \| \| \| 12 \| Bulgária \| \| 2 \| \| 8 \| 1 \| \| 6 \| \| 3 \| 5 \| 1 \| 1 \| 7 \| 2 \| 1 \| \| 2 \| 5 \| \| \| 6 \| 6 \| 56 \| 11 \| \| \| \| 17 \| Chipre \| 2 \| \| 8 \| \| \| \| \| 2 \| 5 \| \| \| \| \| \| \| 12 \| \| 1 \| \| 2 \| 4 \| \| 36 \| 15 \| \| \| \| 11 \| Croácia \| 3 \| 7 \| 6 \| 6 \| \| 3 \| 2 \| 8 \| 10 \| 4 \| 7 \| 5 \| 10 \| \| 6 \| \| 3 \| 10 \| 6 \| 4 \| 5 \| 7 \| 112 \| 4 \| \| \| \| 13 \| Dinamarca \| 4 \| 4 \| 2 \| 5 \| 3 \| \| 4 \| 3 \| 12 \| 12 \| 8 \| 8 \| 3 \| 4 \| 8 \| 1 \| 10 \| \| 12 \| 5 \| \| 4 \| 112 \| 3 \| \| \| \| 14 \| Geórgia \| \| 10 \| 4 \| 12 \| \| \| \| \| 2 \| 2 \| 10 \| 10 \| 2 \| 10 \| 7 \| \| 8 \| 7 \| 1 \| \| 10 \| 12 \| 107 \| 5 \| \| \| \| 15 \| Hungria \| \| \| \| \| \| 1 \| \| 1 \| \| \| \| \| \| \| \| \| \| 4 \| \| \| \| \| 6 \| 19 \| \| \| \| 01 \| Islândia \| 5 \| 1 \| \| 1 \| \| 10 \| 8 \| \| 7 \| \| 2 \| 2 \| \| 5 \| 5 \| 4 \| \| \| 10 \| 4 \| 3 \| 1 \| 68 \| 8 \| \| \| \| 10 \| Letónia \| \| 6 \| 1 \| \| 6 \| 6 \| \| 6 \| \| 7 \| \| 12 \| 4 \| 6 \| 10 \| 5 \| 5 \| 2 \| \| 8 \| \| 2 \| 16 \| 6 \| \| \| \| 05 \| Lituânia \| \| \| \| \| \| \| \| 10 \| \| \| 12 \| \| \| \| \| 8 \| \| \| \| \| \| \| 30 \| 16 \| \| \| \| 18 \| Macedónia do Norte \| 7 \| \| 10 \| \| 12 \| 2 \| \| \| \| \| \| \| \| \| \| \| 4 \| 12 \| 2 \| 8 \| 7 \| \| 64 \| 10 \| \| \| \| 16 \| Malta \| 8 \| \| 3 \| \| \| 4 \| \| \| \| 3 \| 4 \| \| \| \| 4 \| 2 \| 6 \| \| \| \| \| \| 38 \| 14 \| \| \| \| 19 \| Portugal \| 6 \| 8 \| 5 \| 3 \| 8 \| \| 12 \| 7 \| 6 \| 10 \| 3 \| 4 \| \| 3 \| \| 7 \| 7 \| 6 \| 5 \| 12 \| \| 8 \| 120 \| 2 \| \| \| \| 08 \| Chéquia \| \| \| \| \| 2 \| \| \| \| \| \| \| \| 5 \| 1 \| \| \| \| \| \| \| 1 \| \| 9 \| 18 \| \| \| \| 02 \| Suécia \| 1 \| \| \| 4 \| \| 12 \| 1 \| \| 1 \| 8 \| \| 3 \| \| 7 \| 3 \| 6 \| \| 3 \| \| 3 \| 2 \| \| 54 \| 12 \| \| \| \| 07 \| Suíça \| 10 \| \| \| 4 \| 5 \| 5 \| 7 \| \| \| \| \| \| 1 \| 12 \| \| \| \| \| \| \| \| \| 47 \| 13 \| \| \| \| 03 \| Turquia \| 12 \| 3 \| 7 \| \| \| 8 \| 10 \| 5 \| 4 \| \| \| \| 8 \| \| \| 10 \| \| \| 6 \| 7 \| \| 5 \| 85 \| 7 \| \| \| \| 04 \| Ucrânia \| \| 12 \| 12 \| 10 \| 7 \| 7 \| 3 \| 12 \| 8 \| 6 \| 6 \| 7 \| 6 \| 8 \| 12 \| \| 12 \| 8 \| 3 \| 1 \| 12 \| \| 152 \| 1 \| \| \| \| # \| Países Pontuados \| \| \| \| \| \| \| \| \| \| \| \| \| \| \| \| \| \| \| \| \| \| \| \| \| \| \| \| # \| Países Pontuados \| Albânia \| Bielorrússia \| Bulgária \| Chipre \| Croácia \| Dinamarca \| França \| Geórgia \| Hungria \| Islândia \| Letónia \| Lituânia \| Macedónia do Norte \| Malta \| Portugal \| Reino Unido \| Chéquia \| Sérvia \| Suécia \| Suíça \| Turquia \| Ucrânia \| Total \| Lugar \| Passou Não Passou \| \| \| # \| Países Pontuados \| Países Votantes \| Países Votantes \| Países Votantes \| Países Votantes \| Países Votantes \| Países Votantes \| Países Votantes \| Países Votantes \| Países Votantes \| Países Votantes \| Países Votantes \| Países Votantes \| Países Votantes \| Países Votantes \| Países Votantes \| Países Votantes \| Países Votantes \| Países Votantes \| Países Votantes \| Países Votantes \| Países Votantes \| Países Votantes \| Classificação \| Classificação \| Situação \| Situação \| · Vencedor 2.º lugar 3.º lugar Regra de um país não poder votar em si próprio 0 (zero) pontos Passou à final Apurado pelo júri para a final Passaria/ganharia à final só com televoto Passaria à final/ganharia só com júri Não passaria à final/não ganharia só com televoto Não passaria à final/não ganharia só com júri Pontuação nula ("null points") Negrito + itálico Pontuação dos países apurados/dos três primeiros na final Negrito Pontuação mais alta do parcial júri ou televoto (e a pontuação individual 12) · |                    |                 |                 |                 |                 |                 |                 |                 |                 |                 |                 |                 |                 |                    |                 |                 |                 |                 |                 |                 |                 |                 |                 |               |               |                   |          |
| # | Países Pontuados   | Países Votantes | Países Votantes | Países Votantes | Países Votantes | Países Votantes | Países Votantes | Países Votantes | Países Votantes | Países Votantes | Países Votantes | Países Votantes | Países Votantes | Países Votantes    | Países Votantes | Países Votantes | Países Votantes | Países Votantes | Países Votantes | Países Votantes | Países Votantes | Países Votantes | Países Votantes | Classificação | Classificação | Situação          | Situação |
| # | Países Pontuados   | Albânia         | Bielorrússia    | Bulgária        | Chipre          | Croácia         | Dinamarca       | França          | Geórgia         | Hungria         | Islândia        | Letónia         | Lituânia        | Macedónia do Norte | Malta           | Portugal        | Reino Unido     | Chéquia         | Sérvia          | Suécia          | Suíça           | Turquia         | Ucrânia         | Total         | Lugar         | Passou Não Passou |          |
| 06 | Albânia            |                 | 5               |                 |                 | 10              |                 | 5               |                 |                 | 1               |                 |                 | 12                 |                 | 2               | 3               | 1               |                 | 7               | 10              | 8               | 3               | 67            | 9             |                   |          |
| 09 | Bielorrússia       |                 |                 |                 | 2               |                 |                 |                 | 4               |                 |                 | 5               | 6               |                    |                 |                 |                 |                 |                 |                 |                 |                 | 10              | 27            | 17            |                   |          |
| 12 | Bulgária           |                 | 2               |                 | 8               | 1               |                 | 6               |                 | 3               | 5               | 1               | 1               | 7                  | 2               | 1               |                 | 2               | 5               |                 |                 | 6               | 6               | 56            | 11            |                   |          |
| 17 | Chipre             | 2               |                 | 8               |                 |                 |                 |                 | 2               | 5               |                 |                 |                 |                    |                 |                 | 12              |                 | 1               |                 | 2               | 4               |                 | 36            | 15            |                   |          |
| 11 | Croácia            | 3               | 7               | 6               | 6               |                 | 3               | 2               | 8               | 10              | 4               | 7               | 5               | 10                 |                 | 6               |                 | 3               | 10              | 6               | 4               | 5               | 7               | 112           | 4             |                   |          |
| 13 | Dinamarca          | 4               | 4               | 2               | 5               | 3               |                 | 4               | 3               | 12              | 12              | 8               | 8               | 3                  | 4               | 8               | 1               | 10              |                 | 12              | 5               |                 | 4               | 112           | 3             |                   |          |
| 14 | Geórgia            |                 | 10              | 4               | 12              |                 |                 |                 |                 | 2               | 2               | 10              | 10              | 2                  | 10              | 7               |                 | 8               | 7               | 1               |                 | 10              | 12              | 107           | 5             |                   |          |
| 15 | Hungria            |                 |                 |                 |                 |                 | 1               |                 | 1               |                 |                 |                 |                 |                    |                 |                 |                 |                 | 4               |                 |                 |                 |                 | 6             | 19            |                   |          |
| 01 | Islândia           | 5               | 1               |                 | 1               |                 | 10              | 8               |                 | 7               |                 | 2               | 2               |                    | 5               | 5               | 4               |                 |                 | 10              | 4               | 3               | 1               | 68            | 8             |                   |          |
| 10 | Letónia            |                 | 6               | 1               |                 | 6               | 6               |                 | 6               |                 | 7               |                 | 12              | 4                  | 6               | 10              | 5               | 5               | 2               |                 | 8               |                 | 2               | 16            | 6             |                   |          |
| 05 | Lituânia           |                 |                 |                 |                 |                 |                 |                 | 10              |                 |                 | 12              |                 |                    |                 |                 | 8               |                 |                 |                 |                 |                 |                 | 30            | 16            |                   |          |
| 18 | Macedónia do Norte | 7               |                 | 10              |                 | 12              | 2               |                 |                 |                 |                 |                 |                 |                    |                 |                 |                 | 4               | 12              | 2               | 8               | 7               |                 | 64            | 10            |                   |          |
| 16 | Malta              | 8               |                 | 3               |                 |                 | 4               |                 |                 |                 | 3               | 4               |                 |                    |                 | 4               | 2               | 6               |                 |                 |                 |                 |                 | 38            | 14            |                   |          |
| 19 | Portugal           | 6               | 8               | 5               | 3               | 8               |                 | 12              | 7               | 6               | 10              | 3               | 4               |                    | 3               |                 | 7               | 7               | 6               | 5               | 12              |                 | 8               | 120           | 2             |                   |          |
| 08 | Chéquia            |                 |                 |                 |                 | 2               |                 |                 |                 |                 |                 |                 |                 | 5                  | 1               |                 |                 |                 |                 |                 |                 | 1               |                 | 9             | 18            |                   |          |
| 02 | Suécia             | 1               |                 |                 | 4               |                 | 12              | 1               |                 | 1               | 8               |                 | 3               |                    | 7               | 3               | 6               |                 | 3               |                 | 3               | 2               |                 | 54            | 12            |                   |          |
| 07 | Suíça              | 10              |                 |                 | 4               | 5               | 5               | 7               |                 |                 |                 |                 |                 | 1                  | 12              |                 |                 |                 |                 |                 |                 |                 |                 | 47            | 13            |                   |          |
| 03 | Turquia            | 12              | 3               | 7               |                 |                 | 8               | 10              | 5               | 4               |                 |                 |                 | 8                  |                 |                 | 10              |                 |                 | 6               | 7               |                 | 5               | 85            | 7             |                   |          |
| 04 | Ucrânia            |                 | 12              | 12              | 10              | 7               | 7               | 3               | 12              | 8               | 6               | 6               | 7               | 6                  | 8               | 12              |                 | 12              | 8               | 3               | 1               | 12              |                 | 152           | 1             |                   |          |
| # | Países Pontuados   |                 |                 |                 |                 |                 |                 |                 |                 |                 |                 |                 |                 |                    |                 |                 |                 |                 |                 |                 |                 |                 |                 |               |               |                   |          |
| # | Países Pontuados   | Albânia         | Bielorrússia    | Bulgária        | Chipre          | Croácia         | Dinamarca       | França          | Geórgia         | Hungria         | Islândia        | Letónia         | Lituânia        | Macedónia do Norte | Malta           | Portugal        | Reino Unido     | Chéquia         | Sérvia          | Suécia          | Suíça           | Turquia         | Ucrânia         | Total         | Lugar         | Passou Não Passou |          |
| # | Países Pontuados   | Países Votantes | Países Votantes | Países Votantes | Países Votantes | Países Votantes | Países Votantes | Países Votantes | Países Votantes | Países Votantes | Países Votantes | Países Votantes | Países Votantes | Países Votantes    | Países Votantes | Países Votantes | Países Votantes | Países Votantes | Países Votantes | Países Votantes | Países Votantes | Países Votantes | Países Votantes | Classificação | Classificação | Situação          | Situação |

### Final
Os finalistas foram:

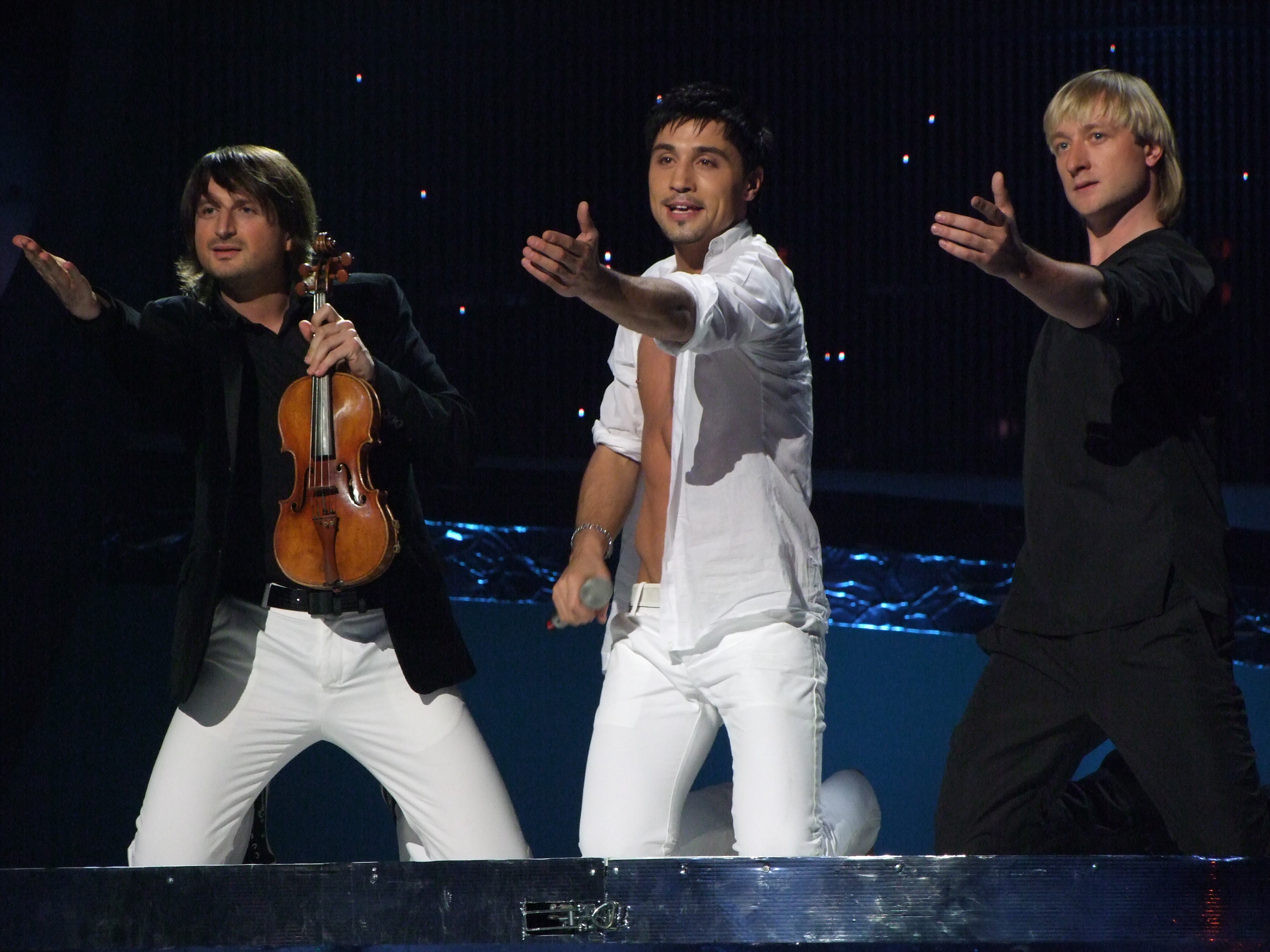
O artista russo Dima Bilan, que obteve o primeiro lugar na final com a sua canção "Believe"

- os Big 4 - França, Alemanha, Espanha e o Reino Unido;
- o país anfitrião, Sérvia;
- o top nove de países da primeira semifinal mais o país escolhido pelos júris na mesma semifinal;
- o top nove de países da segunda semifinal mais o país escolhido pelos júris na mesma semifinal.

A final ocorreu a 24 de maio de 2008, e na sua abertura atuou a vencedora do Festival Eurovisão da Canção 2007, que interpretou a sua música vencedora, em versão remix. O evento foi vencido pela Rússia. A vitória russa foi mais tarde questionada, em maio do mesmo ano, por oficiais da Ucrânia, cuja representante ficou em segundo lugar.
Os seguintes países competiram nas duas semifinais, que foram realizadas/transmitidas na terça-feira, dia 20 de maio de 2008, e na quinta-fira, dia 24 de maio de 2008. A estes vinte países provenientes das semifinais, juntaram-se os finalistas automáticos, a Alemanha e Espanha, que tiveram poder de voto na primeira semifinal, e o Reino Unido, a França e a Sérvia, que votaram na segunda semifinal. A Espanha e a França, transmitiram apenas a semifinal, em que tinham o direito de voto, enquanto que a Alemanha, a Sérvia e o Reino Unido, transmitiram ambas as semifinais (mas este último, em delay).
| #  | País                 | Idioma              | Artista(s)                        | Canção                          | Tradução em Português         | Pontuação | Posição |
| -- | -------------------- | ------------------- | --------------------------------- | ------------------------------- | ----------------------------- | --------- | ------- |
| 01 | Roménia              | Romeno, Italiano    | Nico & Vlad                       | "Pe-o margine de lume"          | No Fim do Mundo               | 45        | 20º     |
| 02 | Reino Unido          | Inglês              | Andy Abraham                      | "Even If"                       | Mesmo se…                     | 14        | 25º     |
| 03 | Albânia              | Albanês             | Olta Boka                         | "Zemrën lamë peng"              | Apostamos o nosso Coração     | 55        | 17º     |
| 04 | Alemanha             | Inglês              | No Angels                         | "Disappear"                     | Desparecer                    | 14        | 23º     |
| 05 | Arménia              | Arménio, Inglês     | Sirusho                           | "Qélé, Qélé"                    | Vem, Vem                      | 199       | 4º      |
| 06 | Bósnia e Herzegovina | Bósnio              | Laka                              | "Pokušaj"                       | Tenta                         | 110       | 10º     |
| 07 | Israel               | Hebreu, Inglês      | Boaz Mauda                        | "The fire in your eyes"         | O Fogo nos teus olhos         | 124       | 9º      |
| 08 | Finlândia            | Finlândes           | Teräsbetoni                       | "Missä miehet ratsastaa"        | Onde os Homens cavalgam       | 35        | 22º     |
| 09 | Croácia              | Grego               | Kraljevi Ulice & 75 Cents         | "Romanca"                       | Romance                       | 44        | 21º     |
| 10 | Polónia              | Inglês              | Isis Gee                          | "For life"                      | Para a vida                   | 14        | 24º     |
| 11 | Islândia             | Inglês              | Euroband                          | "This is my life"               | Esta é a Minha Vida           | 64        | 14º     |
| 12 | Turquia              | Turco               | Mor Ve Ötesi                      | "Deli"                          | Doente                        | 138       | 7º      |
| 13 | Portugal             | Portugal            | Vânia Fernandes                   | "Senhora do Mar (Negras Águas)" | Senhora do Mar (Negras Águas) | 69        | 13º     |
| 14 | Letónia              | Inglês              | Pirates of the Sea                | "Wolves of the Sea"             | Lobos do Mar                  | 83        | 12º     |
| 15 | Suécia               | Inglês              | Charlotte Perrelli                | "Hero"                          | Herói                         | 47        | 18º     |
| 16 | Dinamarca            | Inglês              | Simon Mathew                      | "All Night Long"                | Pela Noite Dentro             | 60        | 15º     |
| 17 | Geórgia              | Inglês              | Diana Gurtskaya                   | "Peace Wille Come"              | A Paz Virá                    | 83        | 11º     |
| 18 | Ucrânia              | Inglês              | Ani Lorak                         | "Shady Lady"                    | Mulher Assombrosa             | 230       | 2º      |
| 19 | França               | Inglês, Francês     | Sébastien Tellier                 | "Divine"                        | Divino                        | 47        | 19º     |
| 20 | Azerbaijão           | Inglês              | Elnur Huseynov & Samir Javadzadeh | "Day after day"                 | Dia após dia                  | 132       | 8º      |
| 21 | Grécia               | Inglês              | Kalomira                          | "Secret combination"            | Combinação secreta            | 218       | 3º      |
| 22 | Espanha              | Espanhol, Spanglish | Rodolfo Chikilicuatre             | "Baila el Chiki Chiki"          | Dança o Chiki Chiki           | 55        | 16º     |
| 23 | Sérvia               | Sérvio              | Jelena Tomasevic                  | "Oro"                           | Minha dor                     | 160       | 6º      |
| 24 | Rússia               | Inglês              | Dima Bilan                        | "Believe"                       | Acredita                      | 272       | 1º      |
| 25 | Noruega              | Inglês              | Maria Haukaas Storeng             | "Hold on, be strong"            | Aguenta, sê Forte             | 182       | 5º      |

#### Votações
A Polónia, o Reino Unido e a Alemanha, todos receberam catorze pontos no toal. As regras do concurso, são claras quanto aos empates. Quando existem dois ou mais países com a mesma pontuação, fica à frente o que teve mais douze pontos, se dois ou mais tiverem o mesmo número de douze pontos, passam a contar os dez pontos, e assim sucessivamente. Com as regras aplicadas, e com a Alemanha a perfazer o maior número de douze pontos recebidos, a Alemanha acabou em 23º lugar. A Polónia obteve o segundo maior número de douze pontos, acabando em 24º lugar, e por fim o Reino Unido, que foi o país dos três que recebeu menos douze pontos, acabando assim em 25º lugar, o último da tabela. A tabela presente na página oficial do concurso, em Eurovision.tv, mostra as linhas destes países a vazio, no entanto, em anos anteriores como 2007, 2004 e 2002, as mesmas linhas estavam vazias, sendo assim erro da própria organização do festival no lançamento dos dados.
| #        | Países Votantes      | Países Pontuados | Países Pontuados | Países Pontuados | Países Pontuados | Países Pontuados     | Países Pontuados | Países Pontuados | Países Pontuados | Países Pontuados | Países Pontuados | Países Pontuados | Países Pontuados | Países Pontuados | Países Pontuados | Países Pontuados | Países Pontuados | Países Pontuados | Países Pontuados | Países Pontuados | Países Pontuados | Países Pontuados | Países Pontuados | Países Pontuados | Países Pontuados | Países Pontuados | Países Pontuados | Países Pontuados |
| #        | Países Votantes      | Albânia          | Alemanha         | Arménia          | Azerbaijão       | Bósnia e Herzegovina | Croácia          | Dinamarca        | Espanha          | Finlândia        | França           | Geórgia          | Grécia           | Islândia         | Israel           | Letónia          | Noruega          | Polónia          | Portugal         | Reino Unido      | Roménia          | Rússia           | Sérvia           | Suécia           | Turquia          | Ucrânia          |                  |                  |
| -------- | -------------------- | ---------------- | ---------------- | ---------------- | ---------------- | -------------------- | ---------------- | ---------------- | ---------------- | ---------------- | ---------------- | ---------------- | ---------------- | ---------------- | ---------------- | ---------------- | ---------------- | ---------------- | ---------------- | ---------------- | ---------------- | ---------------- | ---------------- | ---------------- | ---------------- | ---------------- | ---------------- | ---------------- |
| 03       | Albânia              |                  |                  | 2                |                  |                      |                  |                  | 1                |                  |                  |                  | 12               |                  | 4                |                  | 7                |                  |                  |                  |                  | 6                | 5                | 3                | 10               | 8                |                  |                  |
| 04       | Alemanha             |                  |                  | 6                | 1                | 5                    | 2                |                  |                  |                  |                  |                  | 12               |                  | 3                |                  |                  |                  | 4                |                  |                  | 7                | 8                |                  | 10               |                  |                  |                  |
| -        | Andorra              |                  |                  |                  | 7                |                      |                  |                  | 12               | 4                | 3                |                  | 8                |                  |                  | 2                | 1                |                  | 10               |                  |                  | 5                |                  |                  |                  | 6                |                  |                  |
| 05       | Arménia              |                  |                  |                  |                  |                      | 2                |                  | 1                |                  | 4                | 10               | 8                |                  | 6                |                  | 7                |                  |                  |                  |                  | 12               | 3                |                  |                  | 5                |                  |                  |
| 20       | Azerbaijão           | 1                |                  |                  |                  | 3                    |                  |                  |                  |                  |                  | 4                | 6                |                  | 7                |                  | 5                |                  |                  |                  |                  | 8                |                  |                  | 12               | 10               |                  |                  |
| -        | Bélgica              |                  |                  | 12               | 7                |                      |                  |                  | 4                |                  |                  |                  | 8                |                  | 5                |                  | 2                |                  | 6                |                  |                  | 3                |                  |                  | 10               | 1                |                  |                  |
| -        | Bielorrússia         |                  |                  | 7                | 8                |                      |                  |                  |                  |                  |                  | 6                | 2                |                  | 4                |                  | 5                |                  |                  |                  |                  | 12               | 1                |                  | 3                | 10               |                  |                  |
| 06       | Bósnia e Herzegovina | 1                |                  | 6                |                  |                      | 10               |                  |                  |                  |                  |                  | 7                |                  | 5                |                  | 2                |                  |                  |                  |                  | 4                | 12               |                  | 8                | 3                |                  |                  |
| -        | Bulgária             |                  | 12               | 8                | 3                |                      |                  |                  |                  |                  |                  |                  | 10               |                  | 2                |                  | 1                |                  |                  |                  |                  | 6                | 4                |                  | 5                | 7                |                  |                  |
| -        | Chipre               |                  |                  | 10               |                  |                      |                  |                  | 4                |                  |                  | 7                | 12               |                  | 2                |                  |                  |                  |                  |                  | 3                | 8                | 5                | 1                |                  | 6                |                  |                  |
| 09       | Croácia              | 8                |                  |                  |                  | 12                   |                  |                  |                  |                  |                  |                  | 5                |                  | 2                | 4                | 1                |                  | 3                |                  |                  | 6                | 10               |                  |                  | 7                |                  |                  |
| 16       | Dinamarca            |                  |                  |                  |                  | 2                    |                  |                  | 1                |                  | 5                |                  | 3                | 12               |                  | 6                | 10               |                  |                  |                  |                  |                  |                  | 8                | 4                | 7                |                  |                  |
| -        | Eslovénia            | 4                |                  | 5                | 1                | 10                   | 8                |                  |                  |                  |                  |                  | 6                |                  | 3                |                  |                  |                  |                  |                  |                  | 7                | 12               |                  |                  | 2                |                  |                  |
| 22       | Espanha              |                  |                  | 10               |                  |                      |                  |                  |                  |                  |                  |                  | 3                | 4                |                  | 2                | 6                |                  | 8                |                  | 12               | 5                |                  | 1                |                  | 7                |                  |                  |
| -        | Estónia              |                  |                  |                  |                  |                      |                  | 3                |                  | 10               | 6                | 5                | 1                |                  |                  | 7                | 8                |                  |                  |                  |                  | 12               |                  | 2                |                  | 4                |                  |                  |
| 08       | Finlândia            |                  |                  |                  |                  | 6                    |                  |                  | 1                |                  | 2                |                  |                  | 7                | 8                |                  | 12               |                  |                  |                  |                  | 10               |                  | 5                | 4                | 3                |                  |                  |
| 19       | França               |                  |                  | 12               |                  | 2                    |                  |                  | 5                |                  |                  |                  | 3                |                  | 6                |                  |                  |                  | 8                |                  | 4                | 1                | 7                |                  | 10               |                  |                  |                  |
| 17       | Geórgia              |                  |                  | 12               | 7                |                      | 1                |                  |                  |                  |                  |                  | 4                |                  | 3                | 2                | 5                |                  |                  |                  |                  | 8                |                  |                  | 6                | 10               |                  |                  |
| 21       | Grécia               | 10               |                  | 12               | 3                |                      |                  |                  | 8                |                  |                  | 4                |                  |                  | 1                |                  | 2                |                  |                  |                  |                  | 7                | 5                |                  |                  | 6                |                  |                  |
| -        | Países Baixos        |                  |                  | 12               | 2                | 7                    |                  |                  |                  |                  |                  |                  | 6                |                  | 3                |                  | 4                |                  | 5                |                  |                  | 1                | 8                |                  | 10               |                  |                  |                  |
| #        | Países Votantes      | Países Pontuados | Países Pontuados | Países Pontuados | Países Pontuados | Países Pontuados     | Países Pontuados | Países Pontuados | Países Pontuados | Países Pontuados | Países Pontuados | Países Pontuados | Países Pontuados | Países Pontuados | Países Pontuados | Países Pontuados | Países Pontuados | Países Pontuados | Países Pontuados | Países Pontuados | Países Pontuados | Países Pontuados | Países Pontuados | Países Pontuados | Países Pontuados | Países Pontuados | Países Pontuados | Países Pontuados |
| #        | Países Votantes      | Albânia          | Alemanha         | Arménia          | Azerbaijão       | Bósnia e Herzegovina | Croácia          | Dinamarca        | Espanha          | Finlândia        | França           | Geórgia          | Grécia           | Islândia         | Israel           | Letónia          | Noruega          | Polónia          | Portugal         | Reino Unido      | Roménia          | Rússia           | Sérvia           | Suécia           | Turquia          | Ucrânia          |                  |                  |
| #        | Países Votantes      | Países Pontuados |                  |                  |                  |                      |                  |                  |                  |                  |                  |                  |                  |                  |                  |                  |                  |                  |                  |                  |                  |                  |                  |                  |                  |                  |                  |                  |
| -        | Hungria              |                  |                  |                  | 12               |                      |                  | 2                |                  |                  |                  |                  | 8                |                  | 3                |                  | 4                |                  |                  |                  |                  | 10               | 7                | 1                | 5                | 6                |                  |                  |
| -        | Irlanda              |                  |                  |                  |                  | 2                    |                  | 1                |                  |                  |                  |                  | 4                |                  |                  | 12               | 7                | 10               |                  | 8                | 3                | 5                |                  |                  |                  | 6                |                  |                  |
| 11       | Islândia             |                  |                  | 1                |                  |                      |                  | 12               |                  | 7                | 8                |                  |                  |                  |                  | 4                | 10               |                  | 6                |                  |                  |                  | 2                | 3                |                  | 5                |                  |                  |
| 07       | Israel               |                  |                  | 8                | 3                |                      |                  |                  |                  |                  |                  | 2                | 5                | 4                |                  |                  | 7                |                  |                  |                  | 6                | 12               |                  | 1                |                  | 10               |                  |                  |
| 14       | Letónia              |                  |                  |                  | 4                |                      | 5                | 7                |                  | 1                | 3                | 8                |                  | 2                |                  |                  | 6                |                  |                  |                  |                  | 12               |                  |                  |                  | 10               |                  |                  |
| -        | Lituânia             |                  |                  |                  | 7                |                      |                  | 2                |                  |                  | 8                | 5                |                  |                  | 3                | 10               | 4                |                  |                  |                  |                  | 12               |                  | 1                |                  | 6                |                  |                  |
| -        | Macedónia do Norte   | 12               |                  | 1                | 8                | 5                    | 2                |                  |                  |                  |                  |                  | 3                |                  |                  |                  |                  |                  |                  |                  |                  | 6                | 10               |                  | 7                | 4                |                  |                  |
| -        | Malta                |                  |                  |                  |                  |                      |                  | 4                |                  |                  |                  | 5                | 2                | 6                |                  | 7                | 3                |                  |                  |                  |                  | 8                | 1                | 12               |                  | 10               |                  |                  |
| -        | Moldávia             |                  |                  | 2                | 8                |                      |                  |                  |                  |                  |                  | 3                | 4                |                  | 6                |                  | 5                |                  |                  |                  | 12               | 10               | 1                |                  |                  | 7                |                  |                  |
| -        | Montenegro           | 7                |                  | 1                |                  | 10                   | 2                |                  |                  |                  |                  |                  | 6                |                  | 5                | 3                |                  |                  |                  |                  |                  | 8                | 12               |                  |                  | 4                |                  |                  |
| 25       | Noruega              |                  |                  |                  |                  | 10                   |                  | 12               |                  | 4                | 1                |                  |                  | 8                | 3                |                  |                  |                  |                  |                  |                  | 5                | 6                | 7                | 2                |                  |                  |                  |
| 10       | Polónia              |                  |                  | 12               | 7                |                      |                  |                  |                  | 2                | 1                |                  | 3                |                  | 5                |                  | 8                |                  |                  |                  |                  | 6                | 4                |                  |                  | 10               |                  |                  |
| 13       | Portugal             |                  |                  |                  |                  |                      | 3                | 5                | 10               |                  |                  | 1                |                  | 7                |                  | 8                | 2                |                  |                  |                  | 4                | 6                |                  |                  |                  | 12               |                  |                  |
| -        | Chéquia              |                  |                  | 12               | 10               | 1                    |                  | 2                |                  |                  |                  | 4                | 5                |                  |                  | 3                |                  |                  |                  |                  |                  | 7                | 6                |                  |                  | 8                |                  |                  |
| 02       | Reino Unido          |                  |                  |                  |                  |                      |                  | 3                | 1                |                  | 2                |                  | 12               | 6                |                  | 10               | 7                | 4                |                  |                  |                  |                  |                  |                  | 8                | 5                |                  |                  |
| 01       | Roménia              |                  |                  | 4                | 2                |                      | 1                |                  |                  |                  |                  |                  | 12               |                  | 6                |                  | 5                |                  |                  |                  |                  | 10               | 7                |                  | 8                | 3                |                  |                  |
| 24       | Rússia               |                  |                  | 12               |                  |                      | 1                |                  |                  |                  |                  | 7                | 3                |                  | 6                |                  | 5                |                  |                  |                  |                  |                  | 4                |                  | 2                | 8                |                  |                  |
| -        | San Marino           | 3                |                  | 8                | 10               |                      |                  | 2                |                  |                  |                  |                  | 12               |                  | 10               |                  | 7                |                  | 5                | 6                | 1                |                  |                  |                  | 4                |                  |                  |                  |
| 23       | Sérvia               |                  |                  | 5                |                  | 12                   | 3                |                  |                  |                  |                  |                  | 8                |                  | 7                |                  | 4                |                  | 1                |                  |                  | 10               |                  | 2                |                  | 6                |                  |                  |
| 15       | Suécia               |                  |                  | 2                |                  | 10                   |                  | 5                |                  | 7                | 4                |                  | 1                | 8                |                  | 3                | 12               |                  |                  |                  |                  |                  | 6                |                  |                  |                  |                  |                  |
| -        | Suíça                | 8                | 2                |                  |                  | 7                    | 3                |                  | 4                |                  |                  |                  | 5                |                  | 1                |                  |                  |                  | 10               |                  |                  |                  | 12               |                  | 6                |                  |                  |                  |
| 12       | Turquia              | 1                |                  | 10               | 12               | 6                    |                  |                  | 3                |                  |                  | 4                | 7                |                  |                  |                  | 2                |                  |                  |                  |                  | 5                |                  |                  |                  | 8                |                  |                  |
| 18       | Ucrânia              |                  |                  | 7                | 10               |                      | 1                |                  |                  |                  |                  | 8                | 2                |                  | 5                |                  | 6                |                  | 3                |                  |                  | 12               |                  |                  | 4                |                  |                  |                  |
| Desfecho |                      |                  |                  |                  |                  |                      |                  |                  |                  |                  |                  |                  |                  |                  |                  |                  |                  |                  |                  |                  |                  |                  |                  |                  |                  |                  |                  |                  |
| Total    | 55                   | 14               | 199              | 132              | 110              | 44                   | 60               | 55               | 35               | 47               | 83               | 218              | 64               | 124              | 83               | 182              | 14               | 69               | 14               | 45               | 272              | 160              | 47               | 138              | 230              |                  |                  |                  |
| Lugar    | 16º                  | 14º              | 4º               | 8º               | 10º              | 21º                  | 15º              | 17º              | 22º              | 19º              | 11º              | 3º               | 14º              | 9º               | 12º              | 5º               | 24º              | 13º              | 25º              | 20º              | 1º               | 6º               | 18º              | 7º               | 2º               |                  |                  |                  |
| #        | Países Votantes      | Albânia          | Alemanha         | Arménia          | Azerbaijão       | Bósnia e Herzegovina | Croácia          | Dinamarca        | Espanha          | Finlândia        | França           | Geórgia          | Grécia           | Islândia         | Israel           | Letónia          | Noruega          | Polónia          | Portugal         | Reino Unido      | Roménia          | Rússia           | Sérvia           | Suécia           | Turquia          | Ucrânia          |                  |                  |
| #        | Países Votantes      | Países Pontuados |                  |                  |                  |                      |                  |                  |                  |                  |                  |                  |                  |                  |                  |                  |                  |                  |                  |                  |                  |                  |                  |                  |                  |                  |                  |                  |

     Vencedor
     2.º lugar
     3.º lugar
     Regra de um país não poder votar em si próprio
     0 (zero) pontos
     Passou à final
     Apurado pelo júri para a final
     Passaria/ganharia à final só com televoto
     Passaria à final/ganharia só com júri
     Não passaria à final/não ganharia só com televoto 
     Não passaria à final/não ganharia só com júri
     Pontuação nula ("null points")
Negrito + itálico Pontuação dos países apurados/dos três primeiros na final
Negrito Pontuação mais alta do parcial júri ou televoto (e a pontuação individual 12)

#### Ordem de votação
O sorteio para a ordem de votação dos quarenta e três países a concurso deu-se a 17 de Março de 2008.
| Ordem de Votação | Ordem de Votação                                                                                                | Ordem de Votação                                                                                                | Ordem de Votação                                                                                                | Ordem de Votação | Ordem de Votação                             |
| --- | --- | --- | --- | --- | -------------------------------------------- |
| 1. Reino Unido · 2. Macedónia do Norte · 3. Ucrânia · 4. Alemanha · 5. Estónia · 6. Bósnia e Herzegovina · 7. Albânia · 8. Bélgica | 9. San Marino · 10. Letónia · 11. Bulgária · 12. Sérvia · 13. Israel · 14. Chipre · 15. Moldávia · 16. Islândia | 17. França · 18. Roménia · 19. Portugal · 20. Noruega · 21. Hungria · 22. Andorra · 23. Polónia · 24. Eslovénia | 27. Espanha · 28. Países Baixos · 29. Turquia · 25. Arménia · 26. Chéquia · 30. Malta · 31. Irlanda · 32. Suíça | 33. Azerbaijão · 34. Grécia · 35. Finlândia · 36. Croácia · 37. Suécia · 38. Bielorrússia · 39. Lituânia · 40. Rússia | 41. Montenegro · 42. Geórgia · 43. Dinamarca |

#### 12 pontos
Em baixo, estão representados todos os países a que foram atribuídos 12 pontos, assim como o número de vezes:
| N. | País                 | País que atribuiu 12 pontos                                                 |
| -- | -------------------- | --------------------------------------------------------------------------- |
| 8  | Arménia              | Bélgica, República Checa, França, Geórgia, Grécia, Holanda, Polónia, Rússia |
| 7  | Rússia               | Arménia, Bielorrússia, Estónia, Israel, Letónia, Lituânia, Ucrânia          |
| 6  | Grécia               | Albânia, Chipre, Alemanha, Roménia, São Marino, Reino Unido                 |
| 4  | Sérvia               | Bósnia e Herzegovina, Montenegro, Eslovénia, Suíça                          |
| 2  | Azerbaijão           | Hungria, Turquia                                                            |
| 2  | Bósnia e Herzegovina | Croácia, Sérvia                                                             |
| 2  | Dinamarca            | Islândia, Noruega                                                           |
| 2  | Noruega              | Finlândia, Suécia                                                           |
| 2  | Roménia              | Moldávia, Espanha                                                           |
| 1  | Albânia              | Macedónia                                                                   |
| 1  | Alemanha             | Bulgária                                                                    |
| 1  | Islândia             | Dinamarca                                                                   |
| 1  | Letónia              | Irelanda                                                                    |
| 1  | Espanha              | Andorra                                                                     |
| 1  | Suécia               | Malta                                                                       |
| 1  | Turquia              | Azerbaijão                                                                  |
| 1  | Ucrânia              | Portugal                                                                    |

## Mapa de classificações

Países participantes e classificação dos mesmos

| 1 | 2 | 3 | 4 | 5 | 6 | 7 | 8 | 9 | 10 | 11 | 12 | 13 | 14 | 15 | 16 | 17 | 18 | 19 | 20 | 21 | 22 | 23 | 24 | 25 |

## Cobertura televisiva

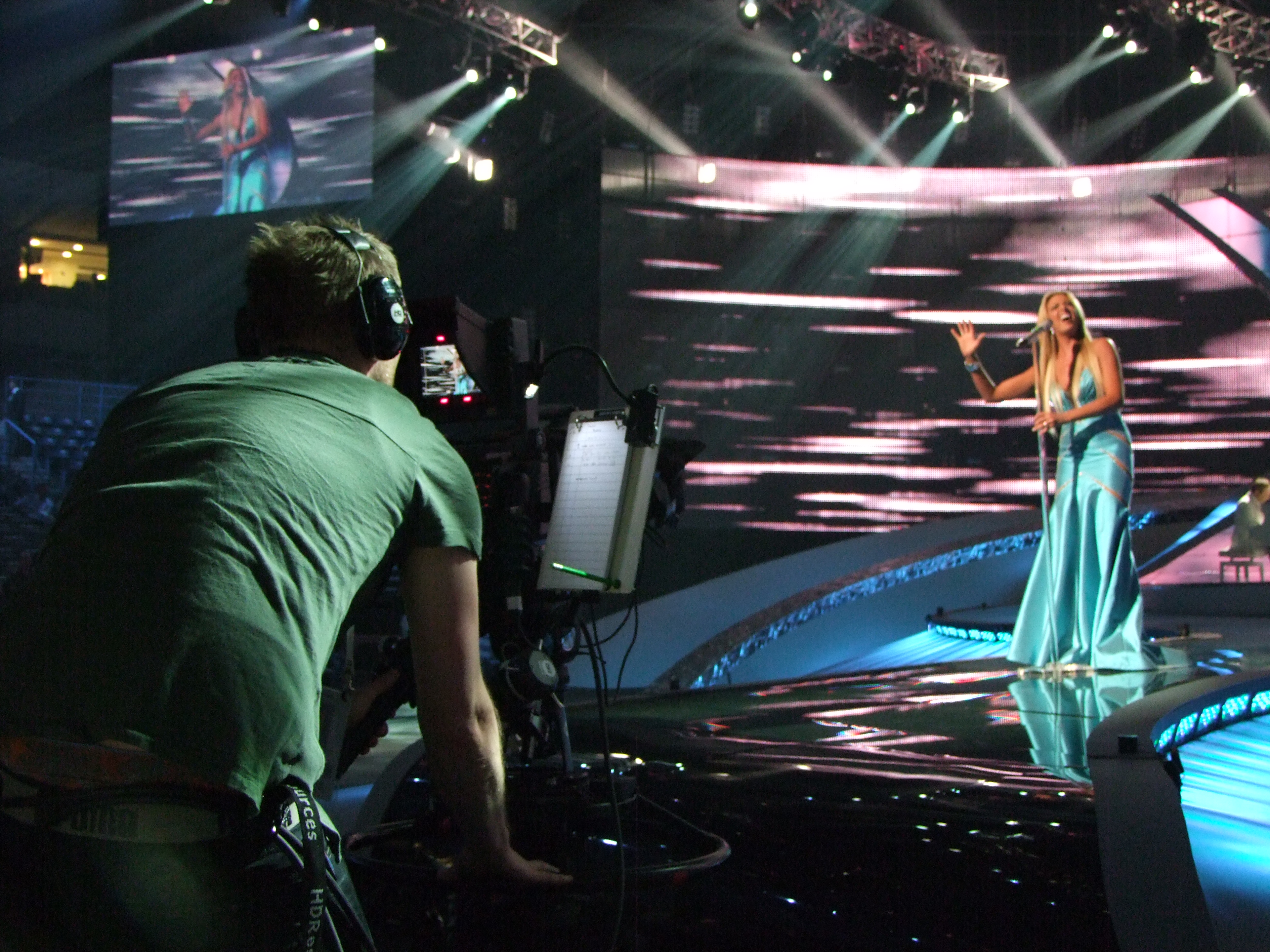
Um camâramen, a filmar a atuação da polaca Isis Gee

O Festival Eurovisão da Canção, é o programa não-desportivo mais visto em todo o Mundo (para lá dos Jogos Olímpicos, e finais de Europeus e Mundiais de Futebol). Todos os anos, mais de 100 milhões de pessoas por toda a Europa vêem o espetáculo, traduzido em direto, e comentado por um comentador escolhido pela sua televisão transmissora, membro da EBU. Porém, o festival para além de ser transmitido pela TV também é transmitido através de estações de rádio, e mais recentemente em direto (e posteriormente em vídeo on-demand), no site oficial do festival, através da eurovision.tv. Todos os anos, cerca de 50 televisões, 12 rádios e um canal oficial de televisão on-line (eurovision.tv), transmitem o festival para mais de 100 milhões de pessoas, no entanto o número vem a aumentar todos os anos, principalmente por países que já não chegavam à final., chegarem lá, tal aconteceu em 2008, quando Portugal passou pela primeira vez à final, desde a implantação de uma semifinal. Com todo o sucesso que o festival começou a voltar a ter, é esperado que nos próximos anos a final do concurso seja vista por mais de um bilião de pessoas em todo o mundo.

### Cobertura televisiva das semi-finais e final
Todas as televisões que enviam um representante para uma edição do Festival Eurovisão da Canção, são obrigados a transmitir pelo menos a semifinal em que entram e a final. No entanto, os países podem escolher também transmitir a semifinal onde não participam, o que é adoptado pela maioria, mesmo que por vezes a semifinal onde não participam, seja transmitida noutro horário. Como exemplo mais "aficcionado", temos a BBC do Reino Unido, que transmitiu os três espetáculos em direto. O Reino Unido,, San Marino, Grécia, Croácia, Irlanda, Alemanha, Holanda, Noruega, Malta, Sérvia, Finlândia, Bósnia e Herzegovina, Dinamarca, Portugal, Chipre, Israel, Estónia, Turquia, Letónia, Eslovénia, Rússia, Ucrânia, Lituânia, República Checa, Andorra, Albânia, Bulgária, Islândia, Suécia, Roménia e a Austrália confirmaram que iriam transmitir ambas as semifinais de 2008 (algumas televisões fizeram-no em delay). Em baixo está uma lista com as televisões membros da EBU, que têm os direitos e o dever de transmitir o Festival Eurovisão da Canção 2008, assim como os espetáculos que transmitiram e em que tempo (directo ou em delay):
| - RTSH - RTVA - ARMTV - TP ARD - ITV - VRT e RTBF - BTRC - SMRTV | - BHRT - BNT - CyBC - HRT - DR - GNB - RTV SLO - TVE | - ERR - FTV - YLE - ERT - MTV - RTÉ - RÚV - IBA | - LTV - LRT - MKRTV - TVM - TRM - RTCG - NRK - TVP | - RTP - NOS - CT - TVR - C1R - BBC - RTS - SRG SSR | - SVT - TRT - NTU |

Legenda
| - Transmitiu a 1.ª semifinal em directo - Transmitiu a 1º semifinal noutro horário | - Transmitiu a 2.ª semifinal em directo - Transmitiu a 2º semifinal noutro horário | - Transmitiu a final em directo - Transmitiu a final noutro horário |

### Cobertura televisiva pelo mundo
Australia
- Apesar da Austrália não estar possibilitada/legitima para participar no concurso, o festival foi transmitido pela SBS. A primeira semifinal foi emitida na sexta-feira, dia 23 de Maio de 2008, às 19:30 hora local, com a segunda semifinal a ser transmitida no dia a seguir, sábado 24 de Maio de 2008, à mesma hora, 19:30, hora local. A final do festival, foi para o ar no dia 25 de Maio de 2008, domingo, às 19:30 hora local,[106] para além de toda uma programaçãode fim-de-semana programada com o tema Eurovisão.[107] a apresentadora da SBS, Julia Zemiro, providênciou comentários introdutórios e concluidores de vários segmentos, tendo a SBS transmitido o festival com os comentários feitos pela cobertura da BBC (Reino Unido).[108] Em anos recentos, o Festival Eurovisão da Canção tem sido um dos programas com maior share da SBS's em termos de números de telespectadores.[109] A final obteve bons resultados, com mais de 427 mil telespectadores a assistir à mesma, assim como a segunda semifinal com 421 mil e a primeira semifinal foi a que teve os resultados mais baixos, apenas 272 mil pessoas, viram o primeiro espetáculo eurovisivo de 2008.[110]

 Austria
- Na Áustria, a ORF transmitiu o festival em directo, e recebeu ratings televisivos extremamente elevados, apesar da sua desistência do festival. Contudo, não transmitiu as semifinais nos dias 20 e 22 de Maio, pois os cidadãos austriacos estariam aptos a vê-las através da televisão Alemã, ARD.[111]

 San Marino
 Italy
- Nenhuma televisão italiana transmitiu o festival propriamente, mas a San Marinense SMRTV, que transmitiu em directo o evento tanto em televisão como rádio, está disponível nalgumas partes da Itália: Romagna (e uma pequena parte de  Emilia, incluindo Bologna), a norte Marche, e a sul Veneto, incluindo Veneza.[112]

 Mundo Fora
- Uma transmissão em directo do Festival Eurovisão da Canção 2008 para todo o Mundo esteve disponível, via várias televisões internacionais europeias. Em baixo está a lista de todas as televisões europeias que transmitiram o festival para o mundo:

| - TVRi - ERT World - Armtv | - TVE Internacional - TRT International - TVP Polonia | - RTP África - RTP Internacional - RTS Sat | - SVT Europa - BBC Worldwide |

### Cobertura televisiva em alta definição
A RTS transmitiu o evento em 1080i high-definition (HD) e em 5.1 Surround Sound. O novo sistema de televisão de alta-definição, foi instalado na totalidade na Beograska Arena, em Abril de 2008. Este é o segundo ano que o evento é emitiu em alta-definição, em directo. A BBC HD transmitiu o concurso em High Definition no Reino Unido e na República da Irlanda. A televisão sueca SVT, emitiu ambas as semifinais e a final no seu canal de alta definição, SVT HD. A televisão da Lituânia LRT transmitiu os três espetáculos em 1080i high-definition (HD) no seu canal LTV. O mesmo ocorreu no canal suíço de alta definição HD suisse; neste canal, os telespectadores também estavam aptos a escolher o idioma dos comentários realizados ao longo dos eventos do Festival Eurovisão da Canção 2008. Contudo, todos os outros países transmitiram o espetáculo apenas através das suas definições standard, e o evento ficou/está disponível para compra, apenas num DVD de definição standard, e não foi realizado em Blu-ray Disc. Em baixo, encontra-se a lista das televisões que transmitiram em alta-definição o festival:
| - RTS HD - LRT HD | - BBC HD - HD Suisse | - SVT HD |

### Cobertura televisiva via internet
O site oficial do Festival Eurovisão da Canção, eurovision.tv, também transmitiu o espetáculo em directo para todo o Mundo (mas sem qualquer tradução, ou número de telefone para votação), através de peer to peer meio Octoshape.

### Cobertura via rádio
Algumas televisões também utilizaram os sus canais de rádio para difundir o festival. Em baixo fica a lista de canais de rádio que emitiram o festival em 2008:
| - SMRTV Radio |

### Comentadores
Como já é hábito, desde o início das transmissões do festival, cada televisão membro, escolhe um ou mais comentadores, que em directo, traduzem o festival para a língua materna do país a que pertencem. Na ligação acima, é possível observar uma tabela com todos os comentadores que cada país levará a Moscovo, para reportar o festival, que é apenas apresentado em inglês e francês, no local onde está a decorrer (por vezes surgem apresentações na língua do país anfitrião, ou em inglês).

### Porta-Vozes
Tal como em todos os anos, desde que o festival se rege por um sistema de televoto, cada televisão anfitriã nacional, terá que escolher um porta-voz, que divulgará os votos do televoto do seu país. As pontuações de 1 a 7 apareceram automaticamente no quadro de votações, e posteriormente, o porta voz anunciará os países que receberam os 8, 10 e 12 pontos do seu país. Os resultados do Festival Eurovisão da Canção, serão posteriormente colocados no site oficial, pelo Executivo Superior da EBU. A lista das pessoas que transmitiram os pontos atribuídos pelo seu país, aos outros países participantes no Festival Eurovisão da Canção 2008, de cada país, pode ser observada na ligação no início desta secção (porta-vozes do televoto).

## CD e DVD oficial
Tal como acontece desde 2000, foi editado um CD, com todas as quarenta e três canções que participaram no concurso. Primeiramente, as músicas foram colocadas à venda, individualmente no site oficial da Eurovisão, e só posteriormente (aseguir ao festival), é que foi lançado o CD duplo oficial do Festival Eurovisão da Canção 2008. Com este CD, foi também lançado um DVD, com os três espetáculos gravados, assim como outras partes bónus (ensaios, etc.). Para além do CD e do DVD, foi também lançada toda uma gama de produtos exclusiva e alusiva ao festival de 2008. Foram fabricados objectos que vão desde canecas, a tapetes para ratos, camisolas e t-shirts, porta-chaves, moedas comemorativas, entre muitos outros.

## Controvérsias
Uma vez finalizado o Festival Eurovisão da Canção 2007, a Sérvia começou a planear os preparativos para a celebração do evento do ano seguinte. Desde o começo, a Beogradska Arena de Belgrado surgiu como um dos melhores sítios para ser a sede do festival, ao ser uma das maiores arenas de toda Europa, com uma capacidade para mais de 20.000 espectadores. Em Maio de 2007, a empresa de cosméticos Wella anunciou que sería o patrocinador oficial do evento de 2008 juntamente com o banco Raiffeisen Bank. No entanto, logo de início as criticas começaram.

### Sistema de Votação e Formato
Depois da edição de 2007, diversas críticas foram realizadas ao festival pois muitos consideraram haver uma excessiva influência de factores não musicais nos resultados, como por exemplo o produzido pelos "blocos de votos" durante as votações (onde os países votavam e votam nos seus países, independentemente da qualidade musical da música do país em questão). O director da União Europeia de Rádiodifusão, Svante Stockselius, anunciou que algumas mudanças no sistema de votação e no próprio formato do festival poderiam ser implementadas em 2009 para resolver este problema, e que na edição de 2008, manter-se-ia o esquema/formato, utilizado no concurso desde 2004. Uma das possibilidades era implementar um sistema com duas semifinais, devido ao crescente número de competidores. Posto isto, pelos finais de Julho de 2007, colocou-se a possibilidade de se realizarem estas alterações logo para a edição de 2008, a realizar-se em Belgrado, passando a haver assim duas semifinais, e só o grupo dos Big 4 (Alemanha, Espanha, França e Reino Unido), e o país anfitrião, é que teriam a oportunidade e classificariam-se directamente para a grande final. Todas estas alterações, acabaram por ser aceites dois meses mais tarde. A 28 de Setembro de 2007, num encontro da EBU, realizado em Verona, Itália, os altos comissários da organização televisiva europeia, confirmaram a realização de duas semifinais no Festival Eurovisão da Canção 2008.

### Factores do festival
A 14 de Setembro de 2007 deu-se início a uma nova tradição no mundo Eurovisivo, quando o presidente da câmara de Helsínquia entregou as "chaves do concurso" ao seu homólogo belgradês. Com isto, os preparativos para o evento començaram a adquirir maior importância e levou a um desenrolar de novas situações e notícias: a Beogradska Arena foi relativamente cedo confirmmada como sede e local principal para a realização do festival e Radio-televizija Srbije (a televisão organizadora do festival) realizou um concurso para elegor o tema que seria executado no e durante o evento. No concurso gannhou um desenho controvertido em que constão várias imagens abstractas, representando vários elementos. Posto isto, foi eleito um tema diferente, intitulado por Confluência dos Sons, referindusse à posição geográfica da cidade anfitriã na confluência dos rios Danúbio e Sava; no desenho criado por Boris Miljković ver-se-ia representado logo no logotipo do evento, composto por linhas/rios de água a azul e roxo sobre um fundo branco (de forma similar à Bandeira da Sérvia) que chocam formando uma clave de sol. O tema da "confluência" também serviu de inspiração para o cenário principal, a qual possuía uma extensão que entrava pela "público adentro", marcada por dois rios e um conjunto de ecrãs de cristal líquido no fundo e nos lados do palco.

### Compositor da Sérvia
Para a animação do evento, a cadena televisiva organizadora designou a apresentadora Jovana Janković e o músico Željko Joksimović, o qual obteve o segundo lugar durante o Festival Eurovisão da Canção 2004 representando a Sérvia e Montenegro e a mesma posição como como compositor durante o Festival Eurovisão da Canção 2006 do tema da Bósnia e Herzegovina. Depois da eleição dos apresentadores, surgiu uma controvérsia devido a um possível conflito de interesses por parte de Joksimović, que era o compositor do tema "Oro", representante do país anfitrião.

### Probelmas políticos e sociais
A 17 de Fevereiro de 2008, o território do Kosovo declarou unilateralmente a sua independência em relação â Sérvia, desencadeando uma série de protestos dentro do território sérvio, especialmente contra aqueles países que apoiaram a independência kosovar. Antes desta situação, a EBU estudou a possibilidade de transferir a sede do concurso para outro país; dentro das melhores opções  encontravam-se os três últimos organizadores dos três últimos festival: Helsínquia, Atenas e Kiev. Finalmente, o comité organizador liderado pela RTS recebeu a garantia governamental, de que todos e quaisquer visitantes e participantes do concurso, seriam protegido pelas forças da autoridade, a fim de providenciar uma boa estadia em Belgrado. Por isso, e devido a este factor, a EBU decidiu manter o seu apoio à realização do festival na Sérvia.

### Protestos LGBT
Às possibilidades de manifestações de carácter político, somaram-se os receios de actos descriminatórios homofóbicos contra os fãs e seguidores do evento, devido a que o Festival Eurovisão da Canção é considerado como um dos principais ícones gays para as comunidades LGBT da Europa,, devido ao facto de o festival ser uma das poucas ocasiões em que um país tem a oportunidade para mostrar se os direitos dos cidadãos são respeitados ou não, e em parte por várias personalidades transexuais e homossexuais terem representado alguns países e obtido uma boa qualificação (como o caso de Dana International, que venceu o Festival Eurovisão da Canção 1998). Segundo alguns mídia sérvios, estimavasse que na altura do concurso, mais de vinte mil pessoas LGBT assistissem ao festival por toda a Europa. Diversas organizações LGBT manifestaram o seu receio logo, pelos e de que grupos extremistas anunciaram que repeleriam violentamente qualquer amostra pública de homossexualidade nas ruas de Belgrado, de igual forma como haviam atacado noutras ocasiões anteriores marchas do orgulho gay no capital Sérvia. Antes desta situação, Stockselius afirmou que o Presidente Boris Tadić assegurou-lhe que não haveria qualquer tipo de discriminação para os seguidores do evento, independentemente da sua orientação sexual.

## Artistas repetentes
Ao longo da história, vários artistas repetiram a sua experiência eurovisiva uma ou mais vezes. Em 2008, os repetentes foram:
| País (2008) | Foto                                                                                               | Artista                             | Ano Anterior            | País Representado | Canção                   | Tradução             | Pontuação | Classificação |
| ----------- | -------------------------------------------------------------------------------------------------- | ----------------------------------- | ----------------------- | ----------------- | ------------------------ | -------------------- | --------- | ------------- |
| Suécia      | Charlotte Perrelli em 2008                                                                         | Charlotte Perrelli                  | ESC 1999                | Suécia            | "Take me to your heaven" | Leva-me ao teu céu   | 163       | 1º            |
| Rússia      | Dima Bilan em 2007                                                                                 | Dima Bilan                          | ESC 2006                | Rússia            | "Never Let You Go"       | Nunca te deixarei ir | 248       | 2º            |
| Letónia     | Roberto Meloni em 2008, no centro da foto, durante a actuação no Festival Eurovisão da Canção 2008 | Roberto Meloni (Pirates of the Sea) | ESC 2007 (Bonaparti.lv) | Letónia           | "Questa notte"           | Esta noite           | 54        | 16º           |

### Notícias (oficial)
- Site Oficial do Festival Eurovisão da Canção
- Site Oikotimes, noticias sobre a Eurovisão, o mais lido em Portugal
- Site EscToday, noticias sobre a eurovisão
- Site Português, noticias sobre a eurovisão Arquivado em 28 de maio de  2009, no Wayback Machine.
- Site de fans da Eurovisão

### Festival 2008
- Beogradska Arena Arquivado em 7 de julho de  2009, no Wayback Machine.
- Rádio Televisão da Sérvia
- Site Oficial da Sérvia Relacionado com a Eurovisão